# Thomas Mann

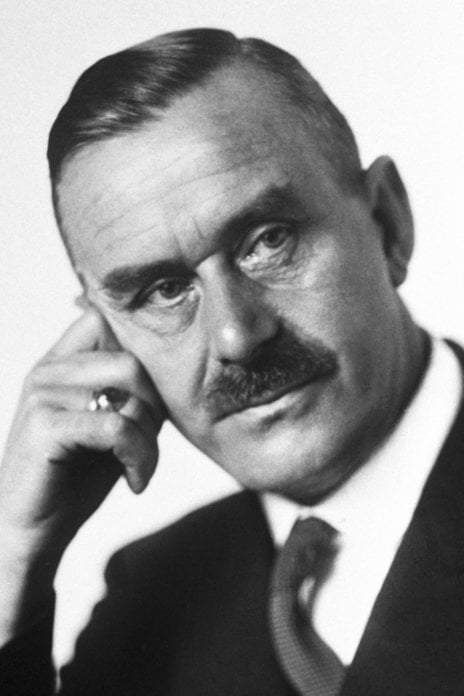
Thomas Mann, 1929

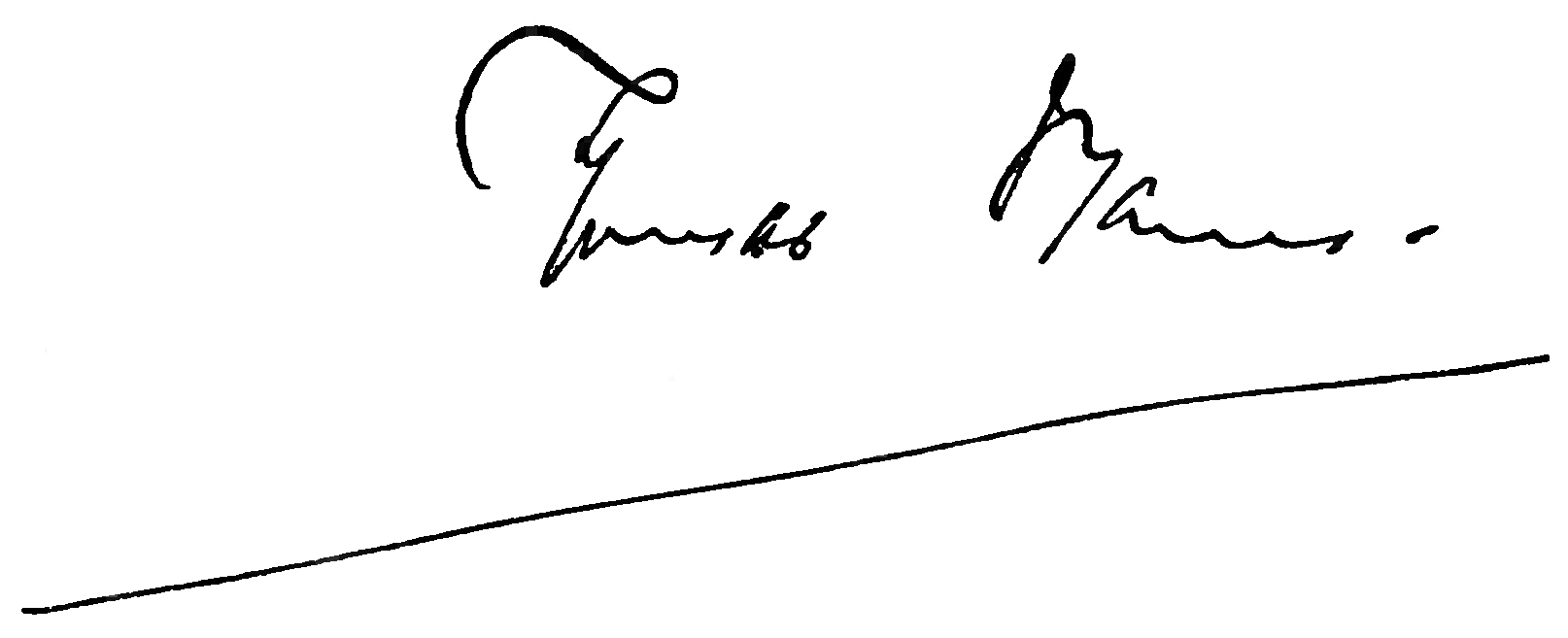
Unterschrift von Thomas Mann

Paul Thomas Mann (* 6. Juni 1875 in Lübeck; † 12. August 1955 in Zürich, Schweiz) war ein deutscher Schriftsteller und einer der bedeutendsten Erzähler des 20. Jahrhunderts. Er wurde 1929 mit dem Nobelpreis für Literatur ausgezeichnet.
Dem 1901 erschienenen ersten Roman Buddenbrooks folgten Novellen und Erzählungen wie Tonio Kröger, Tristan und Der Tod in Venedig. Der 1924 veröffentlichte Zauberberg, mit dem er die Tradition des europäischen Bildungsromans fortführte, zeigt Manns Gestaltungskunst: Der Erzähler wahrt eine skeptisch-ironische Distanz zu den Figuren, typische Konstellationen kehren leitmotivisch wieder, und es herrscht ein syntaktisch komplexer, anspruchsvoller Stil. Diese Merkmale prägen auch die folgenden Veröffentlichungen wie die Novelle Mario und der Zauberer, die Romantetralogie Joseph und seine Brüder sowie das Spätwerk Doktor Faustus.
Weithin Beachtung fanden auch seine Essays und Stellungnahmen zu aktuellen politischen, gesellschaftlichen und kulturellen Fragen. Stand er der westlichen Demokratie zunächst skeptisch gegenüber, wandelte er sich zu Beginn der 1920er Jahre zu einem überzeugten Verteidiger der Weimarer Republik. Während der nationalsozialistischen Herrschaft emigrierte er 1933 in die Schweiz, wo er 1936 die tschechoslowakische Staatsbürgerschaft annahm, und 1938 in die USA, deren Staatsbürgerschaft er 1944 annahm. Von 1952 bis zu seinem Tod lebte er wieder in der Schweiz.
Thomas Mann entstammte der angesehenen Lübecker Patrizier- und Kaufmannsfamilie Mann. Sein älterer Bruder Heinrich und vier seiner sechs Kinder – Erika, Klaus, Golo und Monika – waren ebenfalls Schriftsteller.

## Leben

### 1875 bis 1913

#### Frühe Jahre

Der Vater:
Thomas Johann Heinrich Mann

Die Mutter:
Julia Mann

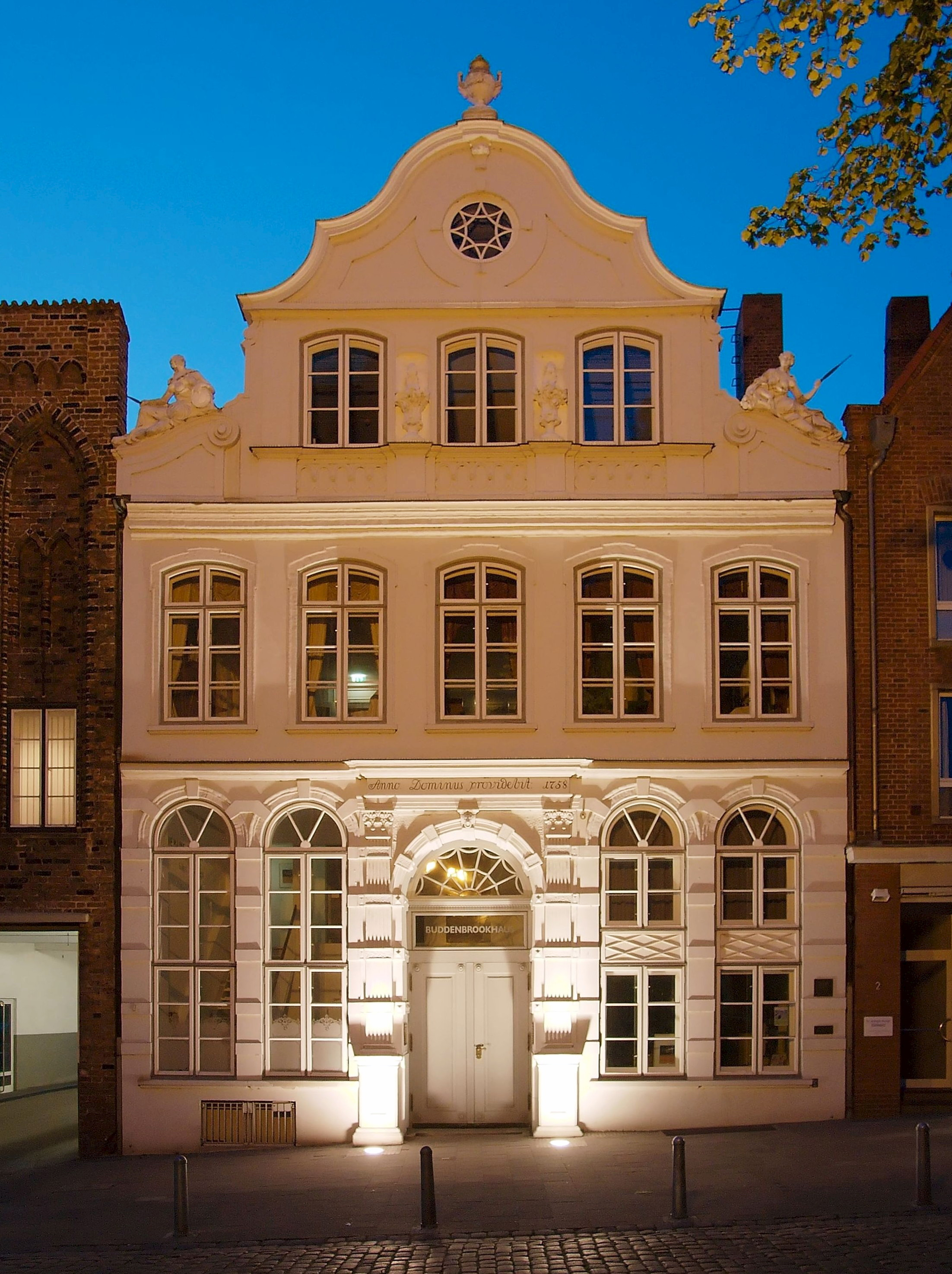
Das Haus der Großeltern in Lübeck, Mengstraße 4 („Buddenbrookhaus“)

Thomas Mann war der zweite Sohn des Kaufmanns und Lübecker Senators Thomas Johann Heinrich Mann. Er wurde am 11. Juni 1875 in der Marienkirche zu Lübeck evangelisch getauft. Seine in Brasilien geborene Mutter Julia (geborene da Silva-Bruhns) war mütterlicherseits indigener und portugiesischer Herkunft. Aus der Ehe gingen außer dem Bruder Heinrich (1871–1950) noch die Geschwister Julia (1877–1927, Suizid), Carla (1881–1910, Suizid) und Viktor (1890–1949) hervor. Seine Kindheit hat Thomas Mann später als „gehegt und glücklich“ bezeichnet. Er wuchs in wohlhabenden Verhältnissen in Lübeck auf, wo sein Vater von 1877 bis zu seinem Tod 1891 Senator für Wirtschaft und Finanzen war.
1891 starb Thomas Manns Vater an Blasenkrebs. In seinem Testament hatte er verfügt, Unternehmen und Wohnhaus in Lübeck zu verkaufen. Die Erlöse wurden angelegt, und deren Zinsen standen seiner Frau und den Kindern für ihren Lebensunterhalt zu.
Nach neunjähriger Schulzeit legte Thomas Mann 1894 in Lübeck das eigentlich nur auf sechs Jahre angelegte „Einjährige“ (Mittlere Reife) mit durchgehend mäßigen bis sehr mäßigen Leistungen ab. Seine Schulzeit empfand er als stumpfsinnig. Schon früh begann er zu schreiben und beteiligte sich 1893 mit Prosaskizzen und Aufsätzen an der von ihm mit herausgegebenen Schülerzeitschrift Der Frühlingssturm. Einen Brief an Frieda L. Hartenstein von 1889 unterschrieb der Vierzehnjährige mit „Thomas Mann. Lyrisch-dramatischer Dichter“. 1894 verließ er als Obersekundaner vorzeitig das Katharineum zu Lübeck und ging nach München, wohin die Mutter schon ein Jahr zuvor mit den Geschwistern gezogen war.
Krafft Tesdorpf, der seit dem Tod des Vaters zum Vormund für die noch nicht volljährigen Kinder bestellt war, bestimmte, dass Thomas Mann nach dem Abgang von der Schule einen bürgerlichen Beruf ergreifen sollte. Thomas nahm deshalb eine Stelle als Volontär in einer Feuerversicherungsgesellschaft an, obwohl die Bürotätigkeit ihn langweilte. Sein Debüt als Schriftsteller gab er 1894 mit der Novelle Gefallen. Sie wurde in dem literarischen Magazin Die Gesellschaft veröffentlicht, die schon 1893 sein Gedicht Zweimaliger Abschied publiziert hatte. Daraufhin wurden ihm weitere Veröffentlichungen in der Kunstzeitschrift Pan angeboten.
Aufgrund dieses ersten Erfolges beendete Thomas Mann 1895 seine Versicherungstätigkeit und begann, Vorlesungen an der Technischen Hochschule München zu besuchen, um später einen journalistischen Beruf auszuüben. 1896 wurde er mit 21 Jahren volljährig und erhielt monatlich 180 Mark aus den Zinsen des väterlichen Vermögens, was ihm ein Leben als freier Schriftsteller ermöglichte. Von 1895 bis 1896 verfasste Thomas Mann Beiträge für die nationalchauvinistische Monatsschrift Das zwanzigste Jahrhundert, deren kurzzeitiger Herausgeber sein Bruder Heinrich war.

#### Erste Buchveröffentlichungen

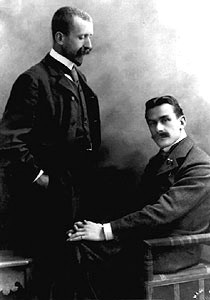
Heinrich und Thomas Mann
Fotografie Atelier Elvira um 1902

1896 folgte er seinem Bruder Heinrich nach Italien. Sie mieteten sich im Juli 1897 in dem östlich von Rom liegenden Ort Palestrina ein. Gemeinsam verfassten sie dort das Bilderbuch für artige Kinder. Es enthielt parodistische „Kunstgedichte“ und war mit eigenhändigen Zeichnungen illustriert. Die Brüder schenkten es ihrer Schwester Carla zur Konfirmation. Das Unikat gelangte nach Carlas Tod in den Besitz des jüngsten Bruders Viktor, der es später den Kindern von Thomas Mann übergab. Seit der Emigration der Familie 1933 gilt es als verschollen; nur Gedichte, die Viktor Mann in seinen Memoiren Wir waren fünf zitierte, und einige Reproduktionen der Zeichnungen blieben von dem einzigen Gemeinschaftswerk der beiden Brüder erhalten.
Thomas Mann schrieb in Palestrina einige Novellen, unter anderen Der kleine Herr Friedemann, und begann mit dem Roman Buddenbrooks.
Seine sporadischen Beiträge in der antisemitischen Monatsschrift Das zwanzigste Jahrhundert beschränken sich auf die Zeit der Schriftleitung seines Bruders Heinrich (1895/1896). Auch wenn Thomas Manns Artikel moderater ausfallen als der Rest der Zeitschrift, enthalten sie doch die antijüdischen Stereotype, die um die Jahrhundertwende auch in seinen literarisch zu nennenden Arbeiten zu finden sind.
Ab 1898 arbeitete er ein Jahr lang in der Redaktion des Simplicissimus. 1900 wurde er als „Einjährig-Freiwilliger“ zum Dienst im Münchner Leibregiment eingezogen. Seine militärische Laufbahn endete nach drei Monaten wegen Dienstuntauglichkeit, da es ihm durch Beziehungen seiner Mutter gelang, einen Oberstabsarzt dazu zu bewegen, bei ihm Plattfüße zu diagnostizieren, obwohl, wie er selbst an seinen Bruder Heinrich schrieb, „von einem Plattfuß gar nicht die Rede sein konnte.“ Dieses Erlebnis wird in der Musterungsszene in den Bekenntnissen des Hochstaplers Felix Krull widergespiegelt. Auch die Hauptfigur von Heinrich Manns Der Untertan wird wegen angeblicher Plattfüße ausgemustert.
1901 wurde Manns erster Roman Buddenbrooks veröffentlicht. Die zweibändige Erstausgabe stieß zunächst auf nur geringe Resonanz. Die einbändige zweite Auflage von 1903 dagegen brachte den Durchbruch und machte Thomas Mann in der Öffentlichkeit bekannt. Einige Figuren des Romans haben Vorbilder in der Familiengeschichte der Manns, viele Nebenfiguren sind Lübecker Bürgern nachgestaltet. Die meisten Porträtierten waren wegen der ironisierenden Darstellung nicht begeistert, sich im Buch wiederzufinden. In seinem Aufsatz Bilse und ich nimmt er öffentlich Bezug zu diesen Vorwürfen. Bald kursierte eine Liste, die die lebenden Vorbilder identifizierte und die eine Lübecker Buchhandlung ihrer Kundschaft auslieh. Das Verhältnis der Lübecker zu ihrem prominenten Mitbürger war deshalb lange Zeit gespannt. 1929, 28 Jahre nach dem ersten Erscheinen, erhielt Thomas Mann für die Buddenbrooks den Nobelpreis für Literatur.
1903 zeichneten sich erste Missstimmungen zwischen den Brüdern Thomas und Heinrich ab. Obwohl Thomas Mann sich als Schriftsteller in der Öffentlichkeit etabliert hatte, fühlte er sich von seinem Bruder als Künstler zurückgesetzt und kritisierte seinerseits die „langweilige Schamlosigkeit“ in dessen Büchern. Insbesondere Heinrich Manns gerade veröffentlichter Roman Die Jagd nach Liebe erregte bei ihm Abscheu. Der Kontakt brach zwar nicht völlig ab und es kam immer wieder zu Annäherungsversuchen, ein künstlerischer Austausch fand aber nur im regelmäßigen Briefwechsel statt, wobei der jeweilige Briefschreiber die Werke des Empfängers kommentierte.

#### Ehe

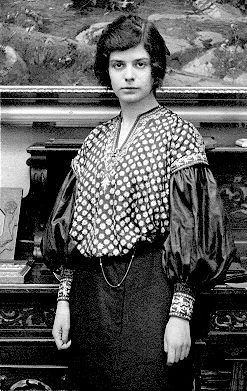
Verlobungsfoto von Katia Pringsheim, 1905

1904 lernte Thomas Mann Katharina „Katia“ Pringsheim (Tochter des Mathematikers Alfred Pringsheim und Enkelin der Frauenrechtlerin Hedwig Dohm) kennen und begann, um sie zu werben. In seinen Briefen und Tagebüchern sind bis dahin nur homoerotische Schwärmereien dokumentiert. Er lebte seine Homosexualität jedoch nicht aus, es blieb bei Schwärmereien für „Jünglinge“, die unter anderem in Der Tod in Venedig (Gustav von Aschenbach/Tadzio) und im Felix Krull (Lord Kilmarnock/Krull) ihren Niederschlag fanden. In seinem späteren Essay Über die Ehe setzte er sich allerdings mit der „Homoerotik“ auseinander, die für ihn selbst ein zentrales Problem war. Seine Beziehung zu Paul Ehrenberg bezeichnete er im Tagebuch vom 6. Mai 1934 als „zentrale Herzenserfahrung“ seiner Jugend. Ihre Spuren reichen bis in die Joseph-Tetralogie und den Zeitroman Doktor Faustus.

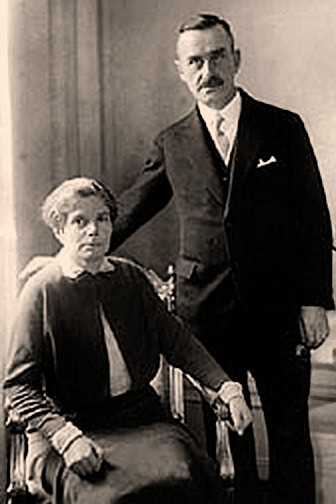
Katia und Thomas Mann, 1929

Mit dem Entschluss, Katia Pringsheim zu ehelichen, entschied er sich für ein „geordnetes“ Leben und heiratete in eine der angesehensten Familien Münchens ein. Katia zögerte zunächst, sodass die Ehe erst am 11. Februar 1905 geschlossen wurde. In seinem zweiten Roman Königliche Hoheit von 1909 hat Thomas Mann die Brautzeit literarisch verarbeitet. Mit Katia hatte er sechs Kinder: Erika (1905–1969), Klaus (1906–1949, Suizid), Golo (1909–1994), Monika (1910–1992), Elisabeth (1918–2002) und Michael (1919–1977, vermutlich Suizid).
1912 äußerten Ärzte bei Katia Mann den Verdacht auf Tuberkulose, was einen längeren Sanatoriums-Aufenthalt in Davos erforderlich machte. Thomas Mann war, als er sie dort besuchte, angetan von der Atmosphäre des Sanatoriums, der Klientel und von Katias Schilderungen über sie. Diese Eindrücke inspirierten ihn zu dem Roman Der Zauberberg, den er 1913 begann, aber erst 1924 vollendete, nachdem er die Arbeiten daran 1915 unterbrochen hatte.

### 1914 bis 1929

#### Erster Weltkrieg
Im Jahr 1914 erwarb die Familie Mann in München ein Haus in der Poschingerstraße 1 am Herzogpark. Als im selben Jahr der Erste Weltkrieg ausbrach, gab es viele Literaten, die der recht euphorischen Stimmung vor allem bürgerlicher Kreise im Deutschen Reich nicht widersprachen – im Gegenteil: Der Kriegsbeginn wurde begrüßt und bejubelt. Auch Alfred Kerr, Robert Musil, Richard Dehmel und Gerhart Hauptmann zeigten sich von dessen Berechtigung überzeugt. Thomas Manns Meinung wird in folgenden Zitaten dargestellt.
Jörn Leonhard zitiert in seiner Geschichte des Ersten Weltkriegs die Erinnerung der Kinder an die Worte des Vaters, dass „nun wohl auch gleich ein feuriges Schwert am Himmel erscheinen“ werde, und dessen Erinnerung an Leo Tolstoi, den „Repräsentanten einer radikalen Gewaltlosigkeit“ (Leonhard): „Merkwürdig, aber wenn der Alte noch lebte, er brauchte nichts zu tun, nur da zu sein, auf Jasnaja Poljana, – dies wäre nicht geschehen –, es hätte nicht gewagt, zu geschehen.“
Thomas Mann schrieb an seinen Bruder Heinrich: „Ich persönlich habe mich auf eine vollständige Veränderung der materiellen Grundlagen meines Lebens vorzubereiten. Ich werde, wenn der Krieg lang dauert, mit ziemlicher Bestimmtheit das sein, was man ‚ruiniert‘ nennt.“ […] „In Gottes Namen! Was will das besagen gegen die Umwälzungen, namentlich die seelischen, die solche Ereignisse im Großen zur Folge haben müssen! Muß man nicht dankbar sein für das vollkommen Unerwartete, so große Dinge erleben zu dürfen?“
Thomas Mann hielt den Krieg prinzipiell für notwendig, galt es aus seiner Sicht doch, den „verworfensten Polizeistaat der Welt“, das zaristische Russland, „zu zerschlagen“.
In seinen Gedanken im Kriege – Reflexionen zum Gegenstand des Krieges – verteidigte Mann seine militaristischen Standesbrüder. Er feierte den Krieg als Befreiung; Deutschland sei das Land der „Kultur“ und müsse sich gegen die französisch-britische „Zivilisation“ verteidigen. Ganz im damaligen imperialistischen Zeitgeist schrieb er ferner: „Das Gleichgewicht Europas […] war die Ohnmacht Europas, war seine Blamage gewesen, mehr als einmal, …“ Den Kontakt zu Heinrich, der wie Stefan Zweig, Arthur Schnitzler, Romain Rolland und später auch Hermann Hesse gegen die die öffentliche Meinung bestimmenden chauvinistischen Ideen von 1914 anschrieb, hatte er inzwischen ganz abgebrochen. Detailliert setzte er sich mit den geistigen Strömungen der Kriegs- und Vorkriegszeit in seinem umfangreichen Werk Betrachtungen eines Unpolitischen auseinander, in dem er den Unterschied zwischen der deutschen pessimistischen Selbstironie des Geistes bei gleichzeitiger Liebe dessen zum Leben einerseits, und dem romanischen Radikalismus des Geistes bzw. des Lebens andererseits herauszuarbeiten versuchte. Den Gegensatz zu seinem eigenen Verständnis als deutsch-bürgerlicher Künstler bildet sein Bruder Heinrich als frankophiler „Zivilisationsliterat“.
Schon kurze Zeit nach der Drucklegung (Ende 1918) distanzierte Mann sich allerdings immer stärker von dieser Phase seines politischen Denkens.

#### Weimarer Republik
Die Ermordung des Reichsaußenministers Walther Rathenau am 24. Juni 1922 war mitauslösend für Manns Entscheidung, öffentlich für die Weimarer Republik und ihre Werte einzutreten. Mit seiner Rede Von deutscher Republik trat er zum ersten Mal als politischer Mahner und Befürworter der neuen Staatsform hervor. Demokratie und Humanität, so Mann, seien eins, und da der Mensch dem Prinzip der Humanität folgen solle, habe er also nach einem demokratischen Zusammenleben zu streben. Er wurde auch Mitglied der liberaldemokratischen Deutschen Demokratischen Partei. Auch trat er in das Komitee der Paneuropäischen Union ein.
1924 veröffentlichte Mann seinen Roman Der Zauberberg. Er war auf Anhieb ein großer Erfolg. Danach folgten Unordnung und frühes Leid und Über die Ehe. 1925 begann er mit der Arbeit an der Tetralogie Joseph und seine Brüder. Modell für die Konturen Josephs standen die jungen Menschen, von denen der Schriftsteller sich verzaubert fühlte. Auch der damals siebzehnjährige Klaus Heuser (1909–1994), der Sohn von Werner Heuser, und ein Freund seiner Kinder, den Thomas Mann 1927 in Kampen auf Sylt kennengelernt hatte und über den er notierte, er sei seine „nach menschlichem Ermessen letzte Leidenschaft“, dürfte in die Figur des Joseph eingeflossen sein.
Thomas Mann beteiligte sich als Gründungsmitglied der Sektion Dichtkunst bei der Preußischen Akademie der Künste unmittelbar an Versuchen, das Ansehen der Literatur zu heben. Insbesondere wandte er sich gegen das damals geltende Gesetz zur Bewahrung der Jugend vor Schund- und Schmutzschriften, das die schriftstellerische Freiheit einschränkte.

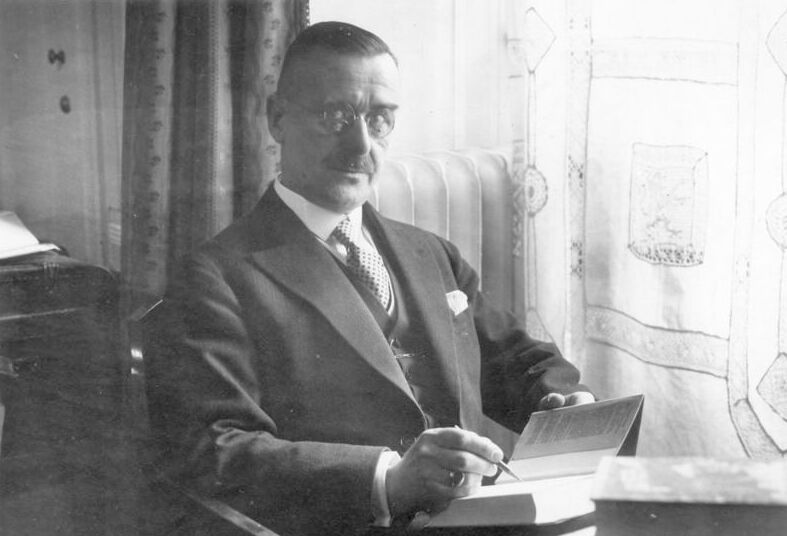
Thomas Mann im Hotel Adlon in Berlin (1929) vor der Weiterreise nach Stockholm zur Entgegennahme des Nobelpreises.

Auch als er nicht mehr in Lübeck tätig war, kehrte er häufig dorthin zurück. Wie Fritz Behn und Hermann Abendroth, beide waren wie er in Lübeck einst von Ida Boy-Ed gefördert worden, war Mann 1926 einer der geladenen Gäste zur 700-Jahr-Feier der Stadt. Der Höhepunkt des Festes am 6. Juni 1926 fiel mit seinem 51. Geburtstag zusammen. Die ehemalige Mäzenin lud sie in ihre Wohnung am Burgtor, von wo aus sie den Festzug verfolgten. Im Anschluss feierten sie den von ihr ausgerichteten Geburtstag Thomas Manns.
In einer Rede am 30. November 1926 in der Münchner Tonhalle kritisierte Thomas Mann den Kulturbetrieb Münchens aufs Schärfste. Die Stadt reagierte schnell und setzte ein Komitee zur Förderung der Literatur ein – bereits Anfang 1927 wurde Thomas Mann gemeinsam mit Catherina Godwin, Hans Ludwig Held, Hans von Gumppenberg, Emil Preetorius, Peter Dörfler und Wilhelm Weigand in den neu eingerichteten Literaturbeirat der Stadt München berufen. Für Gumppenberg wurde nach dessen Tod 1928 Benno Rüttenauer eingesetzt. Der Beirat förderte Literaten durch Vergabe von Druckkostenzuschüssen sowie durch den 1928 auf Anregung Thomas Manns gestifteten Dichterpreis der Stadt München. War Thomas Mann anfangs noch zuversichtlich, so machte sich ab 1929 in zunehmendem Maße der Einfluss der politischen Rechten bemerkbar, und er konnte sich mit seinen Vorschlägen immer seltener durchsetzen.

### Nobelpreis 1929

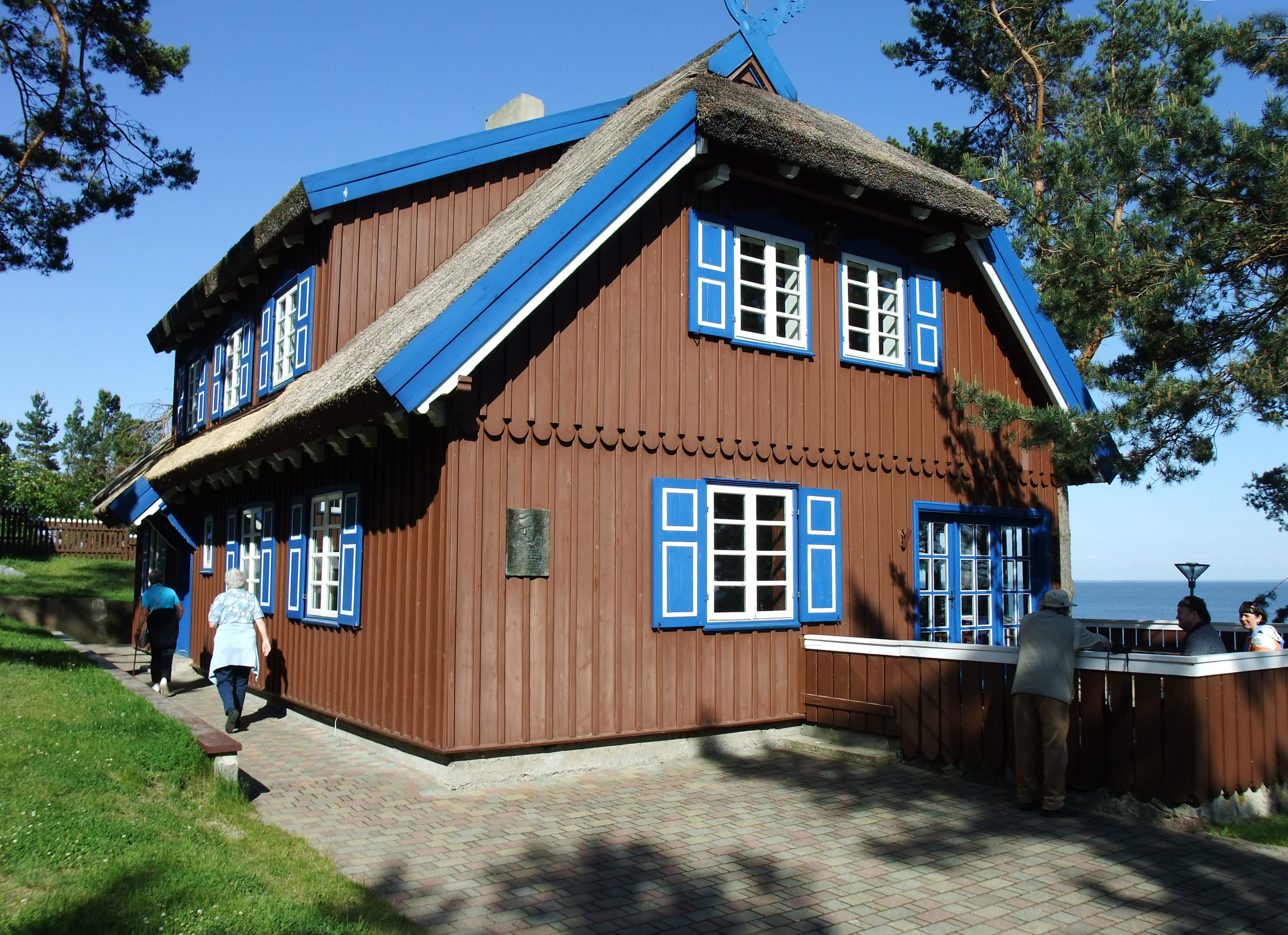
Die Manns verbrachten von 1930 bis 1932 ihre Ferien im Sommerhaus auf dem „Schwiegermutterberg“ in Nidden, Litauen.

Der Nobelpreis für Literatur war für Mann keine Überraschung. Bereits Jahre zuvor war spekuliert worden, dass er ihn bekommen könnte, er selbst hatte schon 1927 darauf gehofft. Am Nachmittag des 12. November 1929 erreichte ihn die Nachricht aus Stockholm. Er war konsterniert, dass sich das Komitee praktisch nur auf seinen ersten Roman bezog. Verantwortlich dafür war in erster Linie der einflussreiche Stockholmer „Königsmacher“, der Schwede Fredrik Böök, der dem Roman Der Zauberberg keine Wertschätzung entgegenzubringen vermochte und ihn mehrfach verrissen hatte. Das Preisgeld betrug 200.000 Reichsmark. Einen Teil davon verwendete Mann, um die Schulden seiner Kinder Klaus und Erika nach ihrer Weltreise zu tilgen. Außerdem wurden davon der Bau des seit 1996 als Thomas-Mann-Kulturzentrum gepflegten Sommerhauses in Nidden auf dem zu Litauen gehörenden Teil der Kurischen Nehrung und zwei Autos finanziert, der Rest angelegt. Schon in Stockholm hatte ein Journalist den Manns nahegelegt, das Geld „draußen stehenzulassen“, aber sie verstanden nicht, weshalb. Als sie 1933 aus Deutschland emigrierten, verloren sie einen großen Teil ihres Vermögens, namentlich ihren Immobilien- und anderen Sachbesitz.

### 1930 bis 1944

#### „Deutsche Ansprache“ und Exil 1933 bis 1938

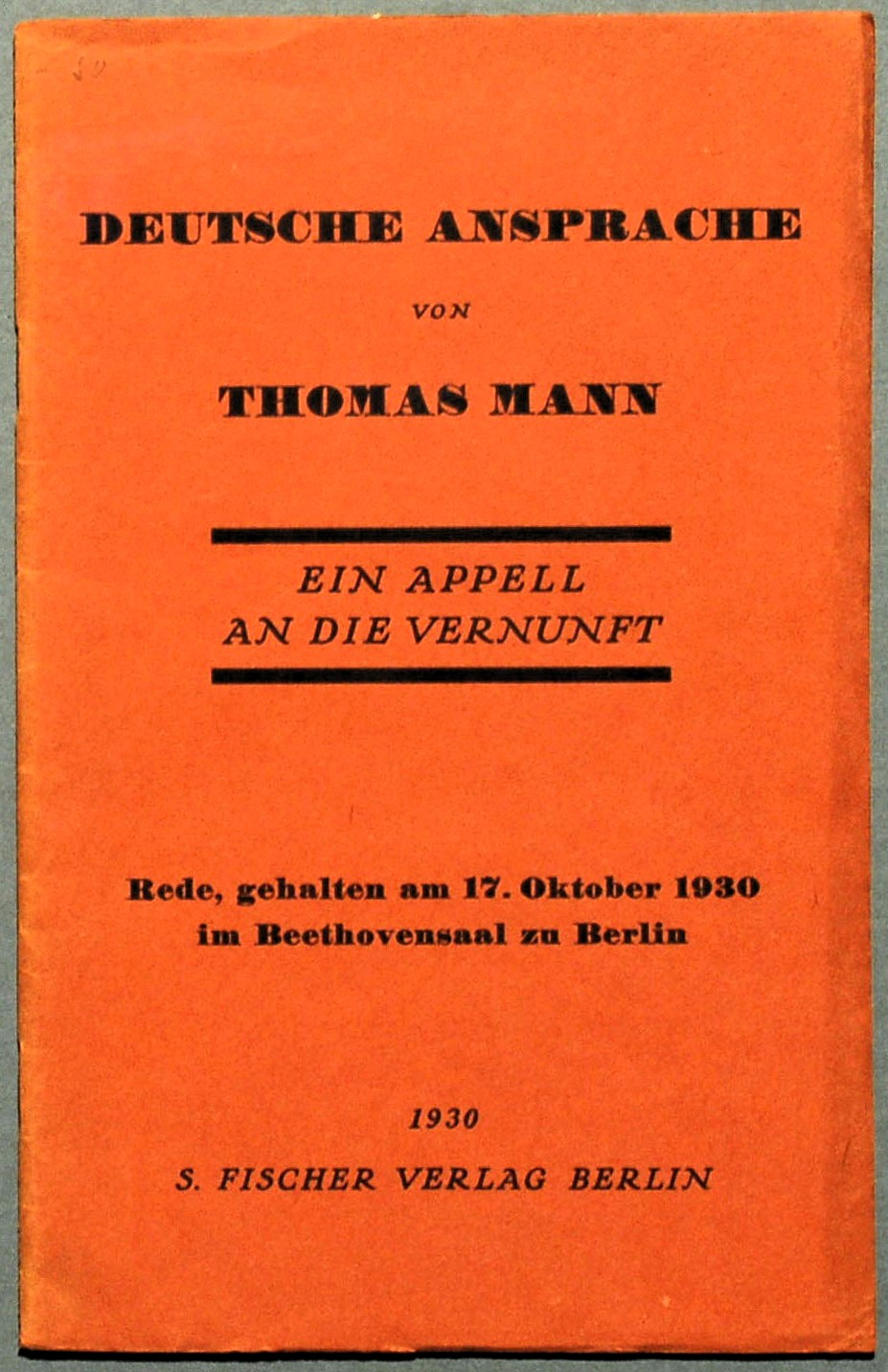
„Deutsche Ansprache“, Original-Broschur des Erstdrucks von 1930

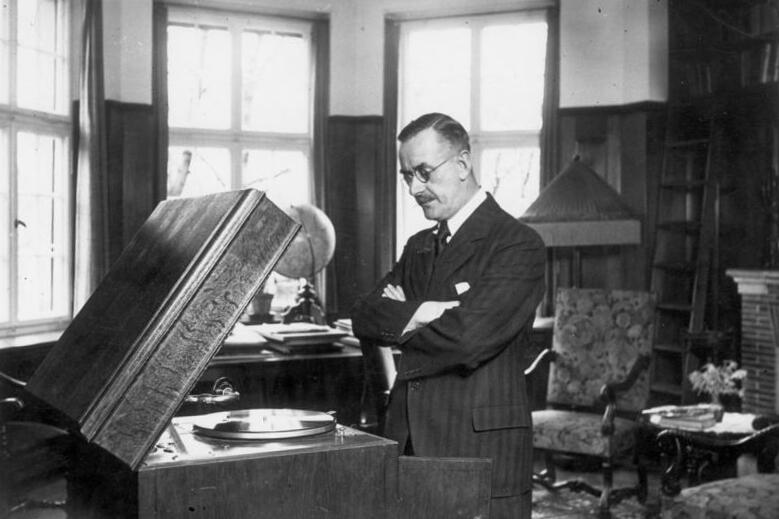
Thomas Mann in seiner Münchener Wohnung (1932)

Die Reichstagswahl 1930 hatte der NSDAP einen gewaltigen Stimmenzuwachs (von 2,6 Prozent am 20. Mai 1928 auf 18,3 Prozent am 14. September 1930) beschert. Thomas Mann, der, wie viele andere Skeptiker, den wachsenden politischen Einfluss der NSDAP mit Misstrauen beobachtet hatte, entschloss sich zu einem Appell an die Vernunft, einer Rede, die er am 17. Oktober 1930 im Berliner Beethoven-Saal hielt und die als „Deutsche Ansprache“ in die Geschichte einging. Unter das vorwiegend republikanische und sozialdemokratische Publikum hatten sich Arnolt Bronnen, die Brüder Ernst und Friedrich Georg Jünger sowie etwa ein Dutzend Nationalsozialisten gemischt, die vergeblich versuchten, durch Zwischenrufe zu stören.
Thomas Mann nannte den Nationalsozialismus in nüchterner Unumwundenheit „eine Riesenwelle exzentrischer Barbarei und primitiv-massendemokratischer Jahrmarktsrohheit“ mit „Massenkrampf, Budengeläut, Halleluja und derwischmäßigem Wiederholen monotoner Schlagworte, bis alles Schaum vor dem Munde hat“. Er fragte, ob das deutsch sei und ob „das Wunschbild einer primitiven, blutreinen, herzens- und verstandesschlichten, hackenzusammenschlagenden, blauäugig gehorsamen und strammen Biederkeit, diese vollkommene nationale Simplizität in einem reifen, vielerfahrenen Kulturvolk wie dem deutschen“ überhaupt verwirklicht werden könne. Der Beifall im Saal war groß, drang aber nicht nach draußen durch. Thomas Mann zählte zu den wichtigsten prominenten Gegnern des Nationalsozialismus.

Bei einem Auftritt im Ottakringer Volksheim im Oktober 1932 warnte er erneut vor Hitler, Nationalismus und Autoritarismus. In seinem Vortrag schloss er eine Allianz mit dem Roten Wien:
„Sozialismus ist nichts anderes als der pflichtgemäße Entschluss, den Kopf nicht mehr vor den dringendsten Anforderungen der Materie, des gesellschaftlichen, kollektiven Lebens in den Sand der metaphysischen Dinge zu stecken, sondern sich auf die Seite der zu schlagen, die der Erde einen Sinn geben wollen, einen Menschensinn.“
Am 13. Februar 1933 jährte sich Richard Wagners Todestag zum 50. Mal. Mann nahm mehrere Einladungen an, aus diesem Anlass einen Vortrag zu halten. Er hielt diesen Vortrag (Leiden und Größe Richard Wagners) am 10. Februar im Auditorium maximum der Universität München, trat am folgenden Tag mit seiner Frau eine Auslandsreise an und hielt Vorträge in Amsterdam, Brüssel und Paris. Dann reisten die Manns zu einem Winterurlaub in der Schweiz; sie waren Stammgäste in Arosa und logierten im Waldhotel Arosa. 1914 und 1926 war Katia im Waldsanatorium, dem späteren Waldhotel, zur Kur gewesen. Die Ferientage im März 1933 in Arosa wurden die ersten Tage der Manns im Exil.
Unter anderem auf Drängen von Erika und Klaus Mann kehrten sie von dort nicht mehr nach München zurück. Als alle Mitglieder der Sektion Dichtkunst bei der Preußischen Akademie der Künste aufgefordert wurden, gegenüber der nationalsozialistischen Regierung eine Treueerklärung abzugeben, erklärte Mann mit einem Schreiben an den Akademie-Präsidenten Max von Schillings vom 17. März 1933 seinen Austritt.
Die Bayerische Politische Polizei (BPP) durchsuchte Manns Haus in München und beschlagnahmte das Haus nebst Inventar sowie das Bankkonto.
Reinhard Heydrich, der die BPP de facto leitete, schrieb am 12. April 1933 an Reichsstatthalter von Epp:

„Diese undeutsche, der nationalen Bewegung feindliche, marxistische und judenfreundliche Einstellung gab Veranlassung, gegen Thomas Mann Schutzhaft zu erlassen, die aber durch die Abwesenheit dessen nicht vollzogen werden kann.“

Am Tag der Bücherverbrennung, dem 10. Mai 1933, wurde Thomas Mann aus dem Münchener Literaturbeirat ausgeschlossen. Seine Werke blieben von der Bücherverbrennung verschont, nicht jedoch die seines Bruders Heinrich und seines Sohnes Klaus.
Der Entschluss, Deutschland den Rücken zu kehren, fiel den Manns nicht leicht. Unter anderem mussten sie ihr Sachvermögen zurücklassen. Nur ein Teil davon konnte später auf Umwegen in die Schweiz geschafft werden. Zu finanziellen Engpässen kam es nicht, weil die Familie rechtzeitig einen erheblichen Teil des Nobel-Preisgeldes und Bargeld aus Deutschland in die Schweiz transferiert hatte. Thomas Manns Verleger hatte ihn inständig gebeten, die Deutschen in dieser schweren Zeit nicht allein zu lassen, und sich bereit erklärt, seine Neuerscheinungen weiterhin zu veröffentlichen.

In einem offiziellen Schreiben aus der Deutschen Gesandtschaft in Bern spricht Ernst von Weizsäcker 1936 von „höhnischen Bemerkungen“ Thomas Manns. Es gebe „keine Bedenken, das Ausbürgerungsverfahren nunmehr in die Wege zu leiten“

Die erste Station des Exils war Sanary-sur-Mer in Frankreich. Nach ersten Abwägungen, sich entweder in Paris, Basel oder Zürich niederzusetzen, zogen die Manns letztlich in die Schweiz und wohnten in Küsnacht in der Nähe von Zürich. Die Bewegungsfreiheit des Schriftstellers verringerte sich, als sein deutscher Pass ablief. Das NS-Regime machte dessen Verlängerung von Manns persönlichem Erscheinen in München abhängig. Dort wartete bereits ein „Schutzhaftbefehl“ auf ihn. Das Ausbürgerungsverfahren, von dem alle seit August 1933 emigrierten Prominenten betroffen waren, wurde in seinem Fall zunächst ausgesetzt. Allerdings nutzten die Finanzbehörden die Gelegenheit, um in München sein Haus einschließlich Inventar zu beschlagnahmen. Sie behaupteten, aus Verlagsverträgen ergebe sich, dass Mann für die Jahre 1929 und 1930 noch erhebliche Steuern zahlen müsse.
1934 und 1935 reisten die Manns die ersten beiden Male in die Vereinigten Staaten. Dort war das Interesse an dem prominenten Schriftsteller groß; die Behörden gewährten ihm ohne gültigen Pass die Einreise. Seinen sechzigsten Geburtstag beging Thomas Mann in Küsnacht; er wurde von den Schweizern überwältigend gefeiert. Am 19. November 1936 wurde ihm und seiner Familie – ebenso wie seinem Bruder Heinrich – die tschechoslowakische Staatsbürgerschaft, basierend auf dem von der Stadt Proseč gewährten Heimatrecht, verliehen; den Eid dazu schwor er in Anwesenheit seiner Familienmitglieder und des tschechoslowakischen Konsuls Laška in Zürich; das Landesamt in Prag hatte alle Papiere per Boten geschickt. Im Tagebuch schrieb er dazu knapp: „Sonderbares Ereignis.“ Wenige Wochen später wurde ihm – gleichzeitig mit seiner Frau Katia und den Kindern Golo, Elisabeth und Michael – die deutsche Staatsbürgerschaft aberkannt. Das Ausbürgerungsverfahren wurde nach den Erkenntnissen einer unabhängigen Historikerkommission durch die Stellungnahme des damaligen Gesandten Ernst von Weizsäcker begünstigt, der sich im Mai 1936 in einem Brief aus Bern dafür ausgesprochen hatte, weil Thomas Mann neben „höhnischen Bemerkungen [sogar] feindselige Propaganda gegen das Reich im Ausland“ betrieben habe. Die Universität Bonn entzog Mann am 19. Dezember 1936 die Ehrendoktorwürde, die ihm 1919 verliehen worden war. In seinem Antwortbrief an den Dekan der Universität schrieb Mann am 1. Januar 1937:

„Der einfache Gedanke daran, wer die Menschen sind, denen die erbärmlich-äußerliche Zufallsmacht gegeben ist, mir mein Deutschtum abzusprechen, reicht hin, diesen Akt in seiner ganzen Lächerlichkeit erscheinen zu lassen. [...] Deutschland soll ich beschimpft haben, indem ich mich gegen sie bekannte! Sie haben die unglaubwürdige Kühnheit, sich mit Deutschland zu verwechseln!“

Manns offener Brief wurde gemeinsam mit dem Aberkennungsschreiben aus Bonn am 15. Januar 1937 durch den Zürcher Verleger Emil Oprecht unter dem Titel Ein Briefwechsel veröffentlicht, fand rasch internationale Verbreitung und wurde in mehrere Sprachen übersetzt. Im nationalsozialistischen Deutschland gelangte er in einer Tarnausgabe mit dem Titel Briefe deutscher Klassiker. Wege zum Wissen illegal in Umlauf.
In den 1930er Jahren besuchte Mann sechsmal Ungarn und wohnte dort unter anderem bei dem Schriftsteller und Literaturkritiker Lajos Hatvany in der Nähe von Budapest. Hier publizierte er mehrmals Texte in der 1854 gegründeten deutschsprachigen Zeitung Pester Lloyd, so 1936 den Essay Achtung, Europa!
Im September 1937 erschien erstmals die deutsche Exilzeitschrift Mass und Wert. Zweimonatsschrift für freie deutsche Kultur, die im Verlag Emil Oprechts in Zürich erschien und bis Oktober 1940 in 17 Ausgaben herauskam. Herausgeber waren Thomas Mann und Konrad Falke. Chefredakteur war anfangs der Journalist Ferdinand Lion, dann ab November 1939 sein Sohn Golo Mann.

#### „Wo ich bin, ist Deutschland“

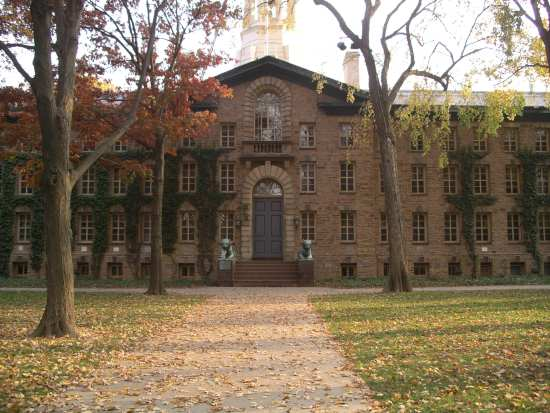
Princeton University (New Jersey)

1938 übersiedelte Thomas Mann mit seiner Familie endgültig in die USA. Bei der Ankunft in New York am 21. Februar 1938 baten ihn Reporter daher um eine Stellungnahme zum Berchtesgadener Abkommen, welches das nationalsozialistische Regime kurz zuvor erzielt hatte, und fragten ihn, ob er das Exil als eine schwere Last empfinde. Seine Antwort wurde am nächsten Tag in der New York Times abgedruckt:

“It is hard to bear. But what makes it easier is the realization of the poisoned atmosphere in Germany. That makes it easier because it’s actually no loss. Where I am, there is Germany. I carry my German culture in me. I have contact with the world and I do not consider myself fallen.”

„Es ist schwer zu ertragen. Aber was es leichter macht, ist die Vergegenwärtigung der vergifteten Atmosphäre, die in Deutschland herrscht. Das macht es leichter, weil man in Wirklichkeit nichts verliert. Wo ich bin, ist Deutschland. Ich trage meine deutsche Kultur in mir. Ich lebe im Kontakt mit der Welt und ich betrachte mich selbst nicht als gefallenen Menschen.“

Erste Station des Exils in den USA war Princeton. Thomas Mann erhielt, vermittelt durch seine Gönnerin Agnes E. Meyer, eine Gastprofessur an der dortigen Universität. Vier Vorlesungen standen auf seinem Lehrplan mit den selbstgewählten Themen Goethes Faust, Wagner, Freud und eine Einführung in den Zauberberg.
Das erste Jahr in den Vereinigten Staaten verlief erfolgreich. Er war finanziell abgesichert, seine Werke verkauften sich gut, er unternahm einige Lesereisen, traf wichtige Persönlichkeiten und erhielt fünf Ehrendoktorwürden (Columbia, Hobart, Princeton, Rutgers und Yale). Am 6. Juni 1939 brach er zu seiner vorerst letzten Reise nach Europa auf. Gleichzeitig arbeitete er an seinem Roman über Goethe, den er im Oktober 1939 beendete und der im gleichen Jahr unter dem Titel Lotte in Weimar erschien.

#### „Deutsche Hörer!“
Am 1. September 1939 begann Hitler mit dem Überfall auf Polen den Zweiten Weltkrieg. Dies löste Bestürzung im In- und Ausland aus und bewog Thomas Mann, der gerade in Schweden war, zu zahlreichen Aktionen. Er war Mitglied in mehreren Ausschüssen, die Emigranten unterstützten, unter anderem im Unitarian Service Committee und im Committee for Jewish and Christian Refugees. Im Oktober 1940 begann er mit den Texten für seine Radiosendung Deutsche Hörer!. In monatlichen Abständen ausgestrahlt, wurden seine warnenden und pointierten Ansprachen ab März 1941 in Kalifornien auf Platte aufgezeichnet und mit der Luftpost nach New York gebracht. Per Kabel wurden sie von dort nach London übertragen, wo die BBC die fünf- bis achtminütigen Aufnahmen über Langwelle auch in das deutsche Reichsgebiet ausstrahlte. Die Westalliierten banden diese Versuche, das Monopol der deutschen Rundfunkanstalt von außen zu durchbrechen, in ihre allgemeine Informationspolitik und Propaganda gegenüber dem Dritten Reich und dessen Bevölkerung ein.

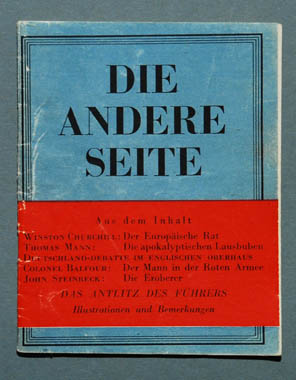
Kriegsflugblatt mit einem Beitrag von Thomas Mann, 1943

Die Einnahmen aus der Sendung spendete Mann dem British War Relief Fund. Eine seiner bekanntesten Ansprachen ist die Sendung vom 14. Januar 1945:

„Wäre nur dieser Krieg zu Ende! […] Wären die grauenhaften Menschen erst beseitigt, die Deutschland hierhin gebracht haben, und könnte man anfangen, an einen Neubeginn des Lebens, an ein Forträumen der Trümmer, der inneren und äußeren, an den allmählichen Wiederaufbau, an eine verständige Aussöhnung mit den anderen Völkern und ein würdiges Zusammenleben mit ihnen zu denken! – Ist es das, was Ihr wünscht? Spreche ich damit Eure Sehnsucht aus? Ich glaube es. Ihr seid des Todes, der Zerstörung, des Chaos übersatt, wie sehr Euer Heimlichstes zeitweise danach verlangt haben möge. Ihr wollt Ordnung und Leben, eine neue Lebensordnung, wie düster und schwer sie sich für Jahre auch anlassen wird.“

Mann wählte nicht von ungefähr eine so apokalyptische Ausdrucksweise. Allerdings machte er aus Hitler und seinen später als „Paladinen“ bekannt gewordenen Helfern in bissigen Teilen der Radioansprachen auch Witzfiguren, um eine allzu starke Dämonisierung zu vermeiden: „Nun denn, der Krieg ist schrecklich, aber den Vorteil bringt er mit sich, dass er Hitler davon abhält, Kulturreden zu halten.“ In den Ansprachen wechselten sich moralische und bürgerlich-soziale Distanzierungen häufig ab.
Thomas Mann war einer von nur wenigen in der Öffentlichkeit aktiven Gegnern des Nationalsozialismus, auf die Hitler in seinen Hetzreden namentlich einging. Mann revanchierte sich mit Anspielungen auf die rhetorischen Schwächen des „Führers“ und betonte die Richtigkeit seiner eigenen Vorhersagen:

„Deutsche Hörer! […] Ich suchte mit meinen schwachen Kräften hintan zu halten, was kommen musste […] – Den Krieg, an dem eure lügenhaften Führer Juden und Engländern und Freimaurern und Gott weiß wem die Schuld geben, während er doch für jeden Sehenden gewiss war von dem Augenblick an, wo sie zur Macht kamen und die Maschine zu bauen begannen, mit der sie Freiheit und Recht niederzuwalzen gedachten.“

Die unter dem Namen Deutsche Hörer! bekannt gewordenen Radiosendungen boten nach dem Krieg in Deutschland viel Diskussionsstoff. Während einige behaupteten, Thomas Mann habe in seinen Reden eine Kollektivschuld aller Deutschen suggeriert, vertraten andere die Meinung, er sei lediglich mit der Mentalität der Weimarer Republik und dem sozialen Klima in den ersten Jahren des Nationalsozialismus sehr hart ins Gericht gegangen.

#### Lebensbeichte

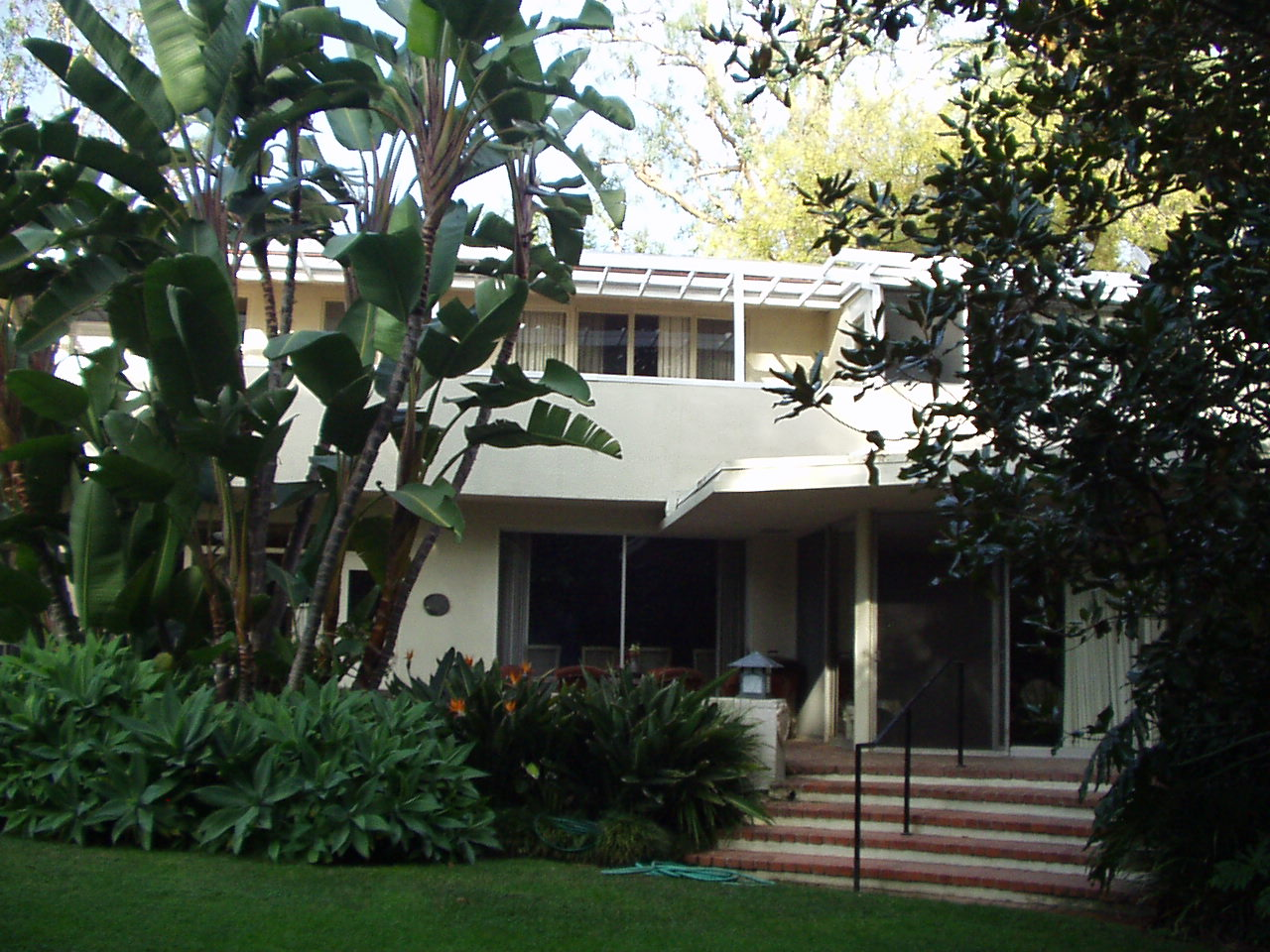
Von 1942 bis 1952 bewohnten die Manns das Thomas-Mann-Haus in Pacific Palisades

1941 übersiedelten die Manns nach Pacific Palisades, einem Stadtteil von Los Angeles in Kalifornien. Dort lebten sie ab dem 8. April zunächst in einem gemieteten Haus am Amalfi Drive, bevor sie am 5. Februar 1942 ein eigens errichtetes Wohnhaus am San Remo Drive beziehen konnten. Es war Mitte 2016 als Verkaufsobjekt vom Abriss bedroht, was zu einer Online-Petition für den Erhalt im Namen der Gesellschaft für Exilforschung führte, an der sich unter anderen Herta Müller beteiligte: Das Haus solle „ein Ort der Erinnerung an die Exil-Geschichte, ein Ort des intellektuellen, gesellschaftlichen und kulturellen Austauschs werden“. Die Bundesrepublik Deutschland erwarb das Anwesen zu diesem Zweck. Es wurde als Thomas-Mann-Haus im Juni 2018 als Kulturzentrum eröffnet.

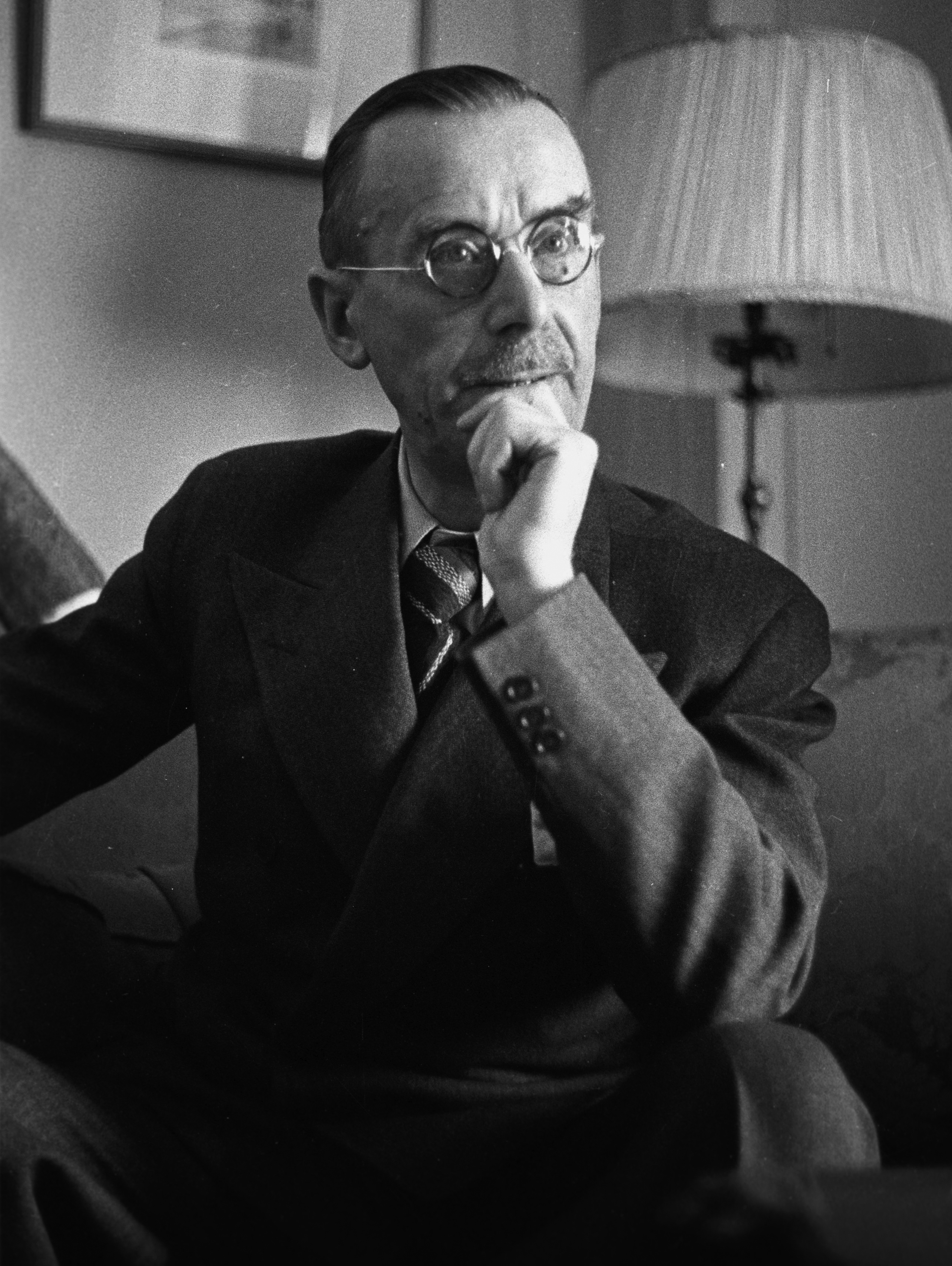
Thomas Mann in Los Angeles

Eine damals seit fast einem Jahrzehnt bestehende und anhaltende, nun aber zusehends intensivere Verbindung bestand zudem zu Aldous Huxley, als Mann in dessen unmittelbare Nachbarschaft zog.
Die Staatsbürgerschaft der Vereinigten Staaten erlangte Thomas Mann erst 1944. In den Jahren 1943 bis 1947 – unterbrochen 1946 durch eine Lungenkrebserkrankung, die in Chicago operativ behandelt wurde – arbeitete Mann an Doktor Faustus. Für dieses Projekt hatte er im Vorfeld musikwissenschaftliche Lehrbücher sowie Biografien über Mozart, Beethoven, Berlioz, Hugo Wolf bis hin zu Alban Berg studiert. Mit zeitgenössischen Komponisten wie Strawinsky, Hanns Eisler und Arnold Schönberg nahm er Kontakt auf, um sich in Sachen Musikkomposition unterweisen zu lassen. Besonders viel lernte er von Adorno, der damals in der Nachbarschaft lebte. Dieser beriet ihn gern und ausführlich, wovon Thomas Mann selbst in seinem autobiografischen Bericht Die Entstehung des Doktor Faustus – Roman eines Romans Rechenschaft ablegt und wovon auch Katia Mann in ihren Ungeschriebenen Memoiren berichtet. Der Enkel Frido Mann inspirierte ihn zur Gestalt des Nepomuk, des jäh verstorbenen, engelsgleich schönen Neffen des Romanhelden Leverkühn. Dokumentarisches und Historiografisches aus der Luther-Zeit und dem Dreißigjährigen Krieg gehörten ebenso zur Vorbereitung des Romans wie Grimmelshausen, Sprichwörtersammlungen des Mittelalters und Fachliteratur zu Nietzsche. Er nannte das Buch seine „Lebensbeichte“ und schrieb am 21. Oktober 1948 an Paul Amann: „Zeitblom ist eine Parodie meinerselbst. In Adrians Lebensstimmung ist mehr von meiner eigenen, als man glauben sollte – und glauben soll.“
In Kalifornien fand Mann auch Zugang zu den nordamerikanischen Unitariern, deren Mitglied er wurde. Thomas Mann – zuvor Lutheraner – schätzte die Unitarier vor allem als Glaubensgemeinschaft ohne dogmatische Fundamente, wobei er dem christlich ausgerichteten Unitarismus näher stand als neueren humanistischen Ansätzen. Mann trat auch als Gastredner auf der Kanzel auf und veranlasste, dass seine Enkel Frido und Angelica im Frühjahr 1942 in der First Unitarian Church in Los Angeles getauft wurden, wobei er selbst als Pate fungierte.

### 1945 bis 1955

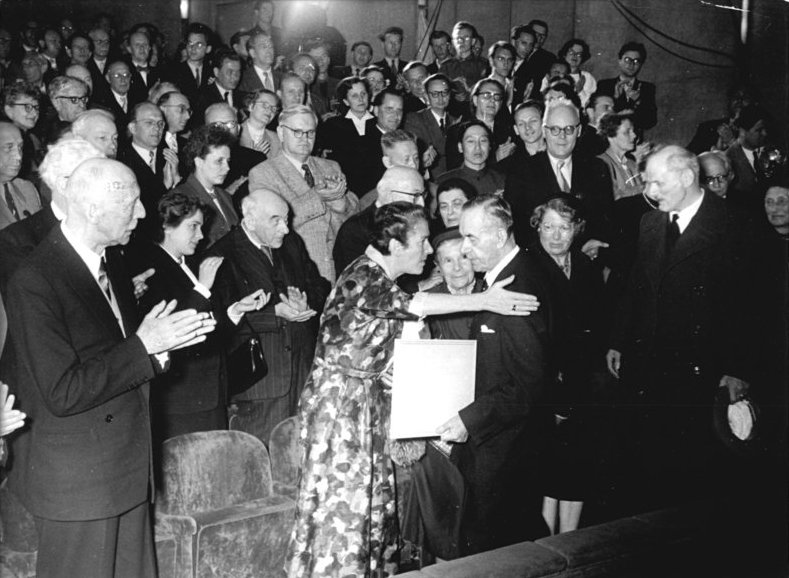
Thomas Mann am 14. Mai 1955 im Deutschen Nationaltheater Weimar

#### Verhältnis zum Nachkriegsdeutschland
Mann hatte zwischen sich und einflussreiche literarisch-publizistische Kreise des westlichen Nachkriegsdeutschlands einen Keil getrieben: In seinem offenen Brief an Walter von Molo Warum ich nicht nach Deutschland zurückkehre vertrat er die These von der Kollektivschuld der Deutschen. Drohbriefe und Verrisse seines Doktor Faustus waren die Folge. Die Bombardierung deutscher Städte während des Zweiten Weltkrieges kommentierte er mit den Worten: „Alles muß bezahlt werden.“ Es mussten einige Jahre vergehen, bis sich in der bundesdeutschen Öffentlichkeit wieder eine versöhnlichere Haltung gegenüber Thomas Mann einstellte.

#### Rückkehr nach Europa
Von der Politik der USA war Thomas Mann nach dem Tod des US-Präsidenten Franklin D. Roosevelt im Jahr 1945 und besonders seit Beginn des Kalten Krieges 1947 zunehmend enttäuscht. Seinen Entschluss, nach Europa zurückzukehren, hielt er erstmals im Dezember 1949 im Tagebuch schriftlich fest. Er verfestigte sich, als er im Juni 1951 vor dem Repräsentantenhaus im Kongress als “one of the world’s foremost apologists for Stalin and company” (deutsch: „einer der weltweit bedeutendsten Verteidiger von Stalin und Genossen“) bezeichnet wurde. Er musste (wie schon zuvor die deutschen Emigranten Hanns Eisler und Bertolt Brecht) Rechenschaft über seine Aktivitäten vor dem Komitee für unamerikanische Umtriebe ablegen. Genau ein Jahr später, im Juni 1952, kehrten die Manns mit Tochter Erika in die Schweiz zurück. In seinem Tagebuch sprach er von einer „wiederholten Emigration“. Dort zogen sie zunächst in ein gemietetes Haus in Erlenbach bei Zürich und lebten dann ab 1954 in der angekauften Villa in Kilchberg, Alte Landstrasse 39, über dem Zürichsee.

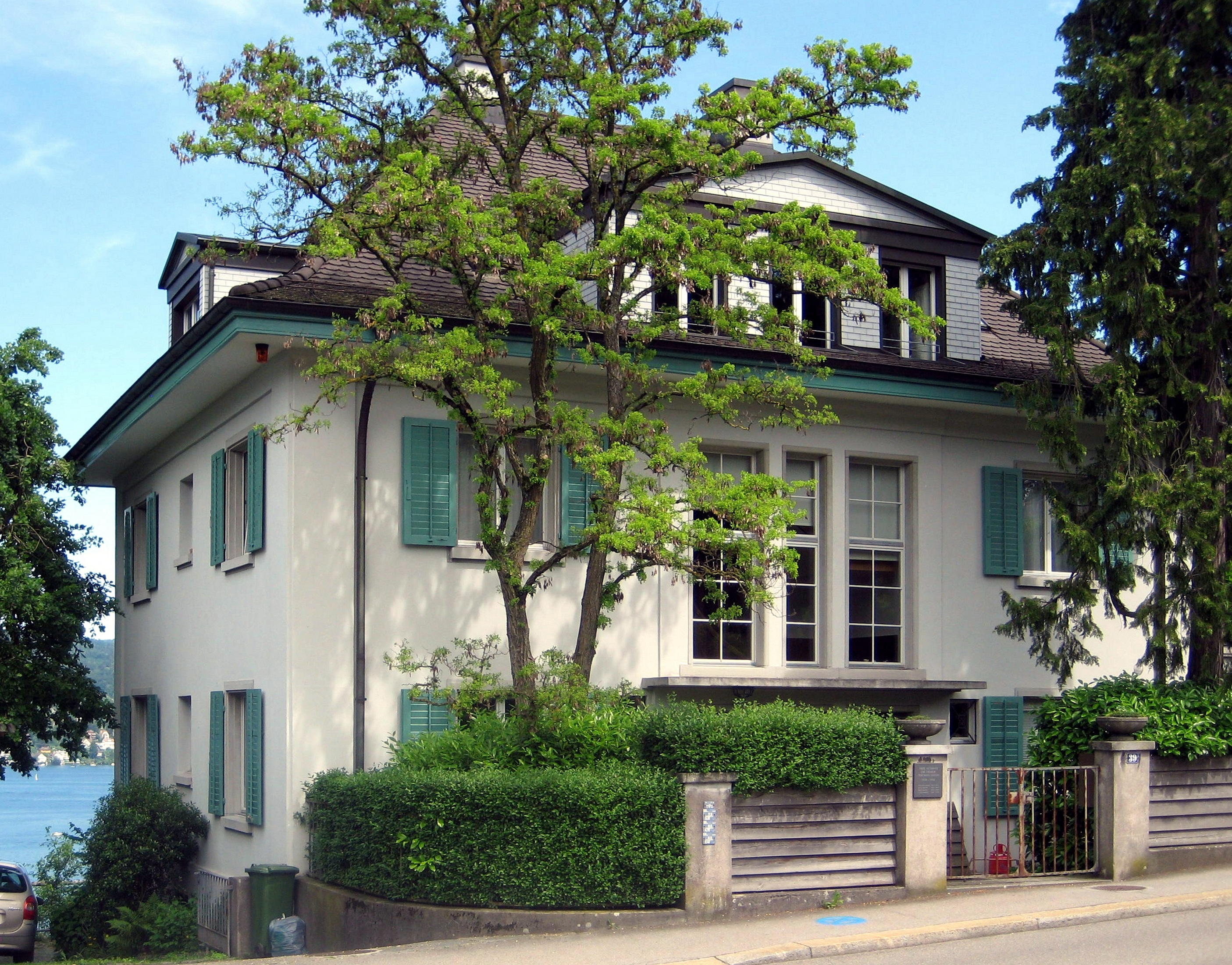
Manns 1954 gekauftes Haus in Kilchberg am Zürichsee (2009), an der Alten Landstrasse 39

Schon 1949 hatte Thomas Mann anlässlich der Feiern zu Goethes 200. Geburtstag Deutschland einen Besuch abgestattet. Er besuchte Frankfurt am Main (Trizone) und Weimar (SBZ), was von der westdeutschen Öffentlichkeit misstrauisch beäugt wurde, jedoch von Mann mit dem Satz kommentiert wurde: „Ich kenne keine Zonen. Mein Besuch gilt Deutschland selbst, Deutschland als Ganzem, und keinem Besatzungsgebiet.“ In Frankfurt erhielt er den westdeutschen Goethe-Preis. In Weimar traf er Johannes R. Becher, den Präsidenten des Kulturbundes und späteren Kulturminister der DDR, sowie Oberst Tjulpanow, Leiter der Informationsabteilung der SMAD, und es wurde ihm der ostdeutsche Goethe-Nationalpreis verliehen. Die gesamte Reise, die ihn auch nach Stuttgart und in das zerstörte München führte, stand unter polizeilichem Schutz, da es im Vorfeld einige Drohbriefe gegeben hatte. Letztlich wurde er aber enthusiastisch aufgenommen, und seine Frankfurter Rede Goethe und die Demokratie wurde per Lautsprecher aus der Paulskirche auf den Vorplatz übertragen, wo weitere Zuhörer standen. Das Preisgeld der Frankfurter Ehrung stiftete Thomas Mann mittellosen Schriftstellern, die Summe des Weimarer Preises für den Wiederaufbau der dortigen Herderkirche.
Die Deutschland-Besuche von der Schweiz aus wurden zu einer festen Einrichtung. Thomas Mann nahm 1953 die Ehrenpräsidentschaft der Deutschen Schillerstiftung in Weimar (DDR) an. Im Juni des Jahres bereiste er, einer Einladung aus Hamburg folgend, erstmals wieder den Norden Deutschlands. Von Hamburg aus unternahm er am 10. Juni gemeinsam mit seiner Frau einen Abstecher an die Ostsee, besuchte Travemünde, sein „Kindheitsparadies“. Dort hatte er als Knabe seine Sommerferien verbracht, ganz so wie er es im Roman Buddenbrooks seinen jungen Helden Hanno erleben lässt. Auch in anderen Werken, sowohl in Tonio Kröger als auch in Felix Krull, gibt es Reminiszenzen an diese Zeit. Seiner Vaterstadt Lübeck stattete er nur einen kurzen Besuch ab und ließ sich vor der Ruine des Buddenbrook-Hauses in der Mengstraße fotografieren. Im folgenden Jahr setzte er die 1909 begonnene Arbeit am Roman Die Bekenntnisse des Hochstaplers Felix Krull fort, der letztlich, durch seinen nahen Tod, ein Fragment blieb.
Zum 150. Todestag Friedrich Schillers 1955 veröffentlichte Mann den Essay Versuch über Schiller und hielt zu den Feierlichkeiten die Festansprachen; zunächst in Stuttgart und am 14. Mai 1955 in Weimar. An diesem Tag wurde ihm die Urkunde zum Ehrenmitglied der Deutschen Akademie der Künste überreicht.
Im Frühsommer 1955 besuchte er ein letztes Mal Travemünde und seine Vaterstadt, die ihn dieses Mal eingeladen hatte: In Lübeck bekam er am 20. Mai die Ehrenbürgerwürde verliehen. In seiner Dankesrede nahm er Bezug auf seinen Vater, den früheren Senator der Stadt: „Ich kann wohl sagen, sein Bild hat immer im Hintergrunde gestanden all meines Tuns, und immer habe ich es bedauert, daß ich ihm zu seinen Lebzeiten so wenig Hoffnung machen konnte, es möchte aus mir in der Welt noch irgend etwas Ansehnliches werden. Desto tiefer ist die Genugtuung, mit der es mich erfüllt, daß es mir gegönnt war, meiner Herkunft und dieser Stadt, wenn auch auf ausgefallene Weise, doch noch etwas Ehre zu machen.“

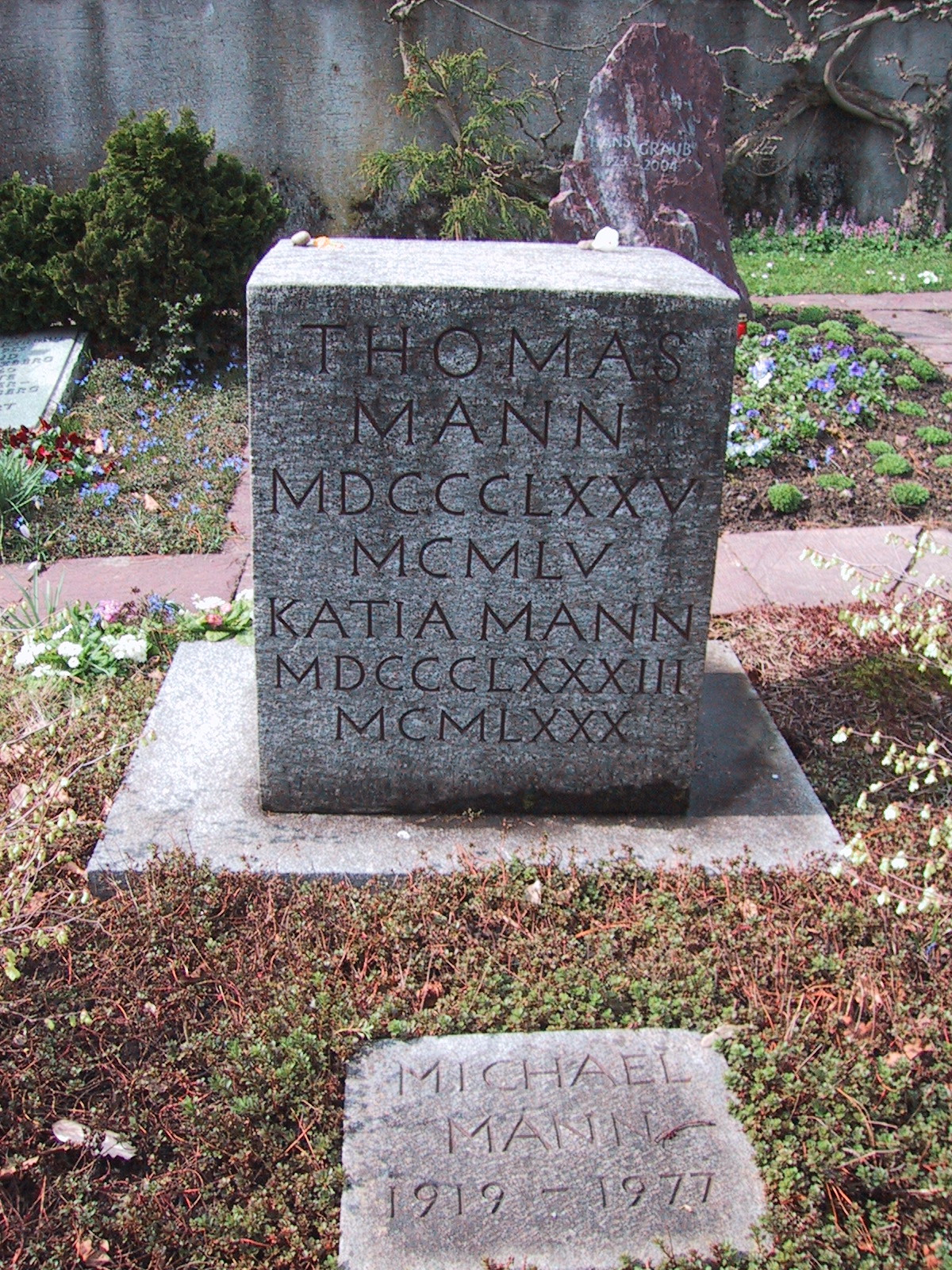
Friedhof Kilchberg: Grab von Thomas, Katia, Erika, Monika, Michael und Elisabeth Mann

Im Juli 1955 hielt sich das Ehepaar im niederländischen Seebad Noordwijk in Südholland auf. Am 18. Juli erwähnte Thomas Mann seiner Frau gegenüber erstmals einen ziehenden Schmerz im linken Bein, der ihm „kürzlich angeflogen“ sei und nun beginne, ihm lästig zu fallen. Die hinzugezogenen Ärzte diagnostizierten eine Beinvenenthrombose und verordneten Bettruhe. Am 23. Juli kehrte er vorzeitig zur weiteren Behandlung nach Zürich zurück. Im Kantonsspital besserte sich sein Zustand kurzfristig. Voller Vorfreude auf seine Rückkehr nach Kilchberg schrieb er an Theodor W. Adorno: „Pazienza! Es ist ja Zauberberg-Zeit, in die ich eingetreten bin.“ Jedoch folgte innerhalb von Tagen eine stetige Verschlechterung: Er verlor an Gewicht und litt zunehmend unter Kreislaufschwäche. Am 12. August 1955 starb Thomas Mann achtzigjährig im Zürcher Kantonsspital an einer Ruptur der unteren Bauchschlagader (Aorta abdominalis) infolge von Arteriosklerose.
Zur Beerdigung auf dem Kilchberger Friedhof am 16. August erschienen zahlreiche Trauernde aus dem In- und Ausland. Als einer der langjährigen Wegbegleiter des Verstorbenen schrieb Carl Zuckmayer in seinen Worten des Abschieds: „An diesem Sarg verstummt die Meinung des Tages. Ein Leben hat sich erfüllt, das nur einem einzigen Inhalt gewidmet war: dem Werk deutscher Sprache, dem Fortbestand europäischen Geistes.“

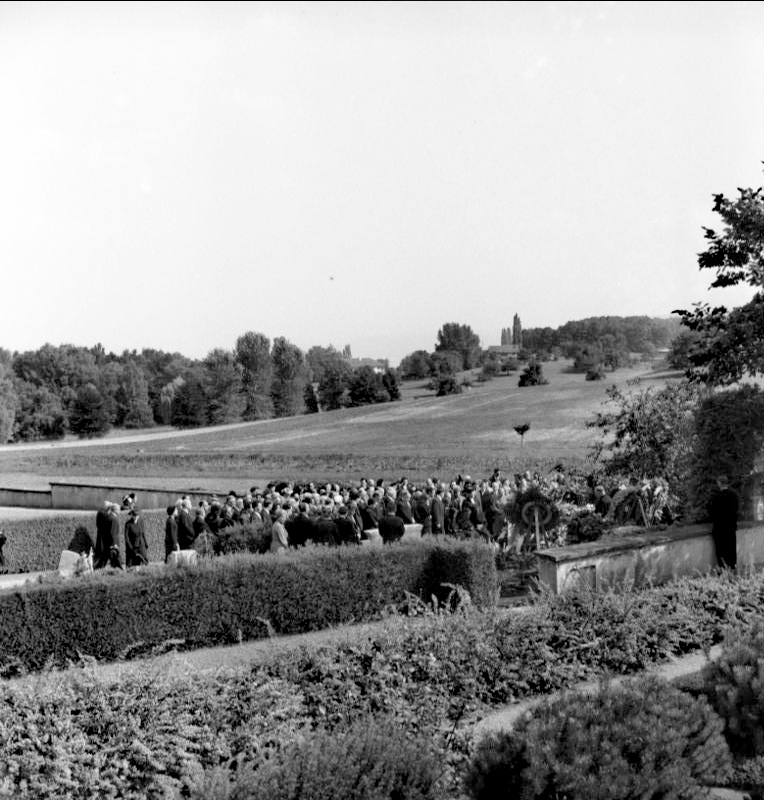
Beisetzung Thomas Manns am 16. August 1955, Friedhof Kilchberg
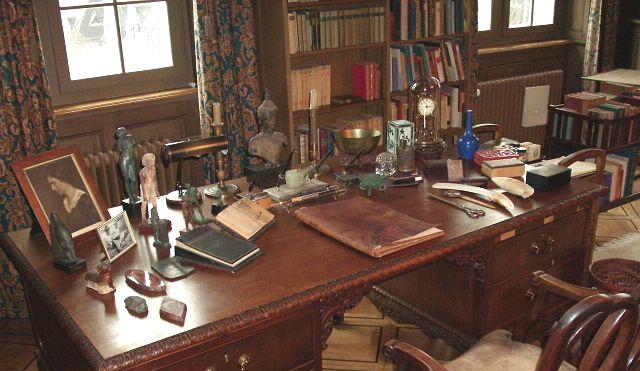
Thomas Manns Schreibtisch im nachgebildeten Arbeitszimmer
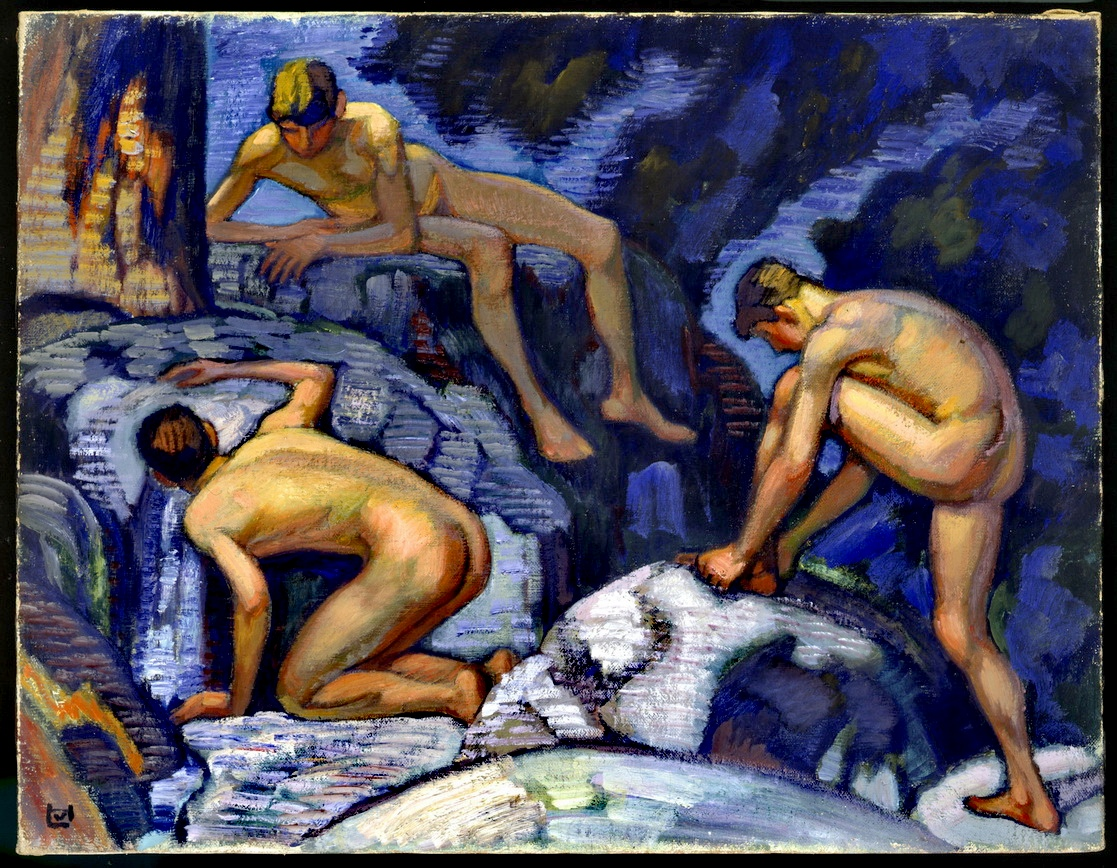
Ludwig von Hofmann: Die Quelle (1913). Das 1914 gekaufte Bild hing bis zu seinem Tod in seinem Arbeitszimmer.

## Erzählerisches Werk und stilistische Besonderheiten
Thomas Mann knüpfte an die Erzähltechniken des 19. Jahrhunderts an, vor allem an den weit ausholenden Gestus Tolstois und die Symbole und Leitmotive im Werk Theodor Fontanes und Richard Wagners. Charakteristisch für Thomas Manns Prosa sind Ironie und „heitere Ambiguität“. Die Ironie ist derjenigen Fontanes ähnlich und seit den Buddenbrooks kaum verändert. Bis zu Der Zauberberg (1924) überwiegen psychologischer Scharfblick, Durchschauen und zeitgenössische Themen. Danach, in der „zweiten Hälfte“ des Gesamtwerks, vor allem in der Josephs-Tetralogie, bemüht sich Mann um Tiefgründigkeit und Überzeitlichkeit, indem er mythologische Motive und religiöse Themen aufgreift und im Sinne von Friedrich Nietzsches Ewiger Wiederkunft interpretiert. Im Doktor Faustus kombiniert er die Ansätze aus beiden Schaffensphasen. Außerdem hinterließ Thomas Mann ein bedeutendes essayistisches Werk. Seine durch eine komplexe Syntax bedingte hoch verschränkte Erzählweise bewahrt Rhythmus und Balance. Sprache und Ton sind der jeweiligen Thematik angepasst.
Thomas Mann hat acht Romane sehr unterschiedlichen Umfangs geschrieben:
- Mit seinem ersten Roman Buddenbrooks schuf er ein Werk der Weltliteratur, für das ihm 1929 der Nobelpreis verliehen wurde. Er verarbeitete darin seine Familiengeschichte als Dekadenz des Bürgertums und verewigte seine Heimatstadt Lübeck, ohne sie beim Namen zu nennen. Thomas Mann porträtiert sich selbst als Kind in der Figur des Hanno Buddenbrook.[57]
- Der Roman Königliche Hoheit ist als ein Märchen mit autobiographischen Zügen konzipiert.
- Der Roman Der Zauberberg, der bei der Nobelpreisverleihung explizit nicht genannt wurde, obwohl seine Publikation schon fünf Jahre zurücklag, war geplant als humoristisches Gegenstück zum Tod in Venedig, mit der Faszination von Liebe und Tod. Ähnlich wie in den Buddenbrooks wird darin, gegenläufig zu einem klassischen Bildungsroman, eine Verfallsgeschichte künstlerisch gestaltet; aber jetzt nicht mehr aus einer Einstellung romantisch-nostalgischer Ironie heraus, sondern aus einer Haltung kritischer Ironie. In den Dialogen und Streitgesprächen der Romanfiguren findet sich eine scharfsichtige Zeitdiagnostik.[58]
- Die Tetralogie Joseph und seine Brüder hielt Thomas Mann selbst für sein bedeutendstes Werk. Sie entstand in den Jahren 1926 bis 1943, also zum größten Teil während der Zeit des Nationalsozialismus. Mann wollte mit ihr ein auf der alttestamentlichen Josephserzählung (Gen 37–50) beruhendes orientalisch-heiteres Gegenepos zu dem nordisch-düsteren Nibelungenmythos Richard Wagners schaffen. Zugleich setzt er in der Figur des in Ägypten zur Herrschaft gelangten Joseph der Politik des von ihm bewunderten US-Präsidenten Franklin D. Roosevelt ein Denkmal.
- Lotte in Weimar. Der Goethe-Roman entstand zwischen dem dritten und vierten Band der Joseph-Tetralogie. Er gestaltet eine späte Wiederbegegnung (1816) zwischen Goethe und Charlotte Kestner, geb. Buff (Werthers Lotte) aus unterschiedlichen Perspektiven, nicht zuletzt aus der Sicht Goethes, in dessen inneren Monolog gegen Ende des Romans Thomas Mann Aspekte der eigenen Sicht von Kunst und Leben, Liebe und Geist einfließen lässt.
- Der Roman Doktor Faustus entstand zwischen 1943 und 1947. In ihm schildert der Erzähler Serenus Zeitblom vor dem Hintergrund des Zweiten Weltkrieges die Lebensgeschichte des Tonsetzers Adrian Leverkühn, die er symbolisch in Bezug zur deutschen Geschichte setzt. Die Biographie Nietzsches lieferte den Stoff und Theodor W. Adorno die musikalischen Grundlagen, insbesondere die zur Beschreibung der modernen Zwölftonmusik.
- Das Alterswerk Der Erwählte ist Thomas Manns kürzester Roman und lebt aus der Spannung zwischen der von Hartmann von Aue in einem mittelalterlichen Versepos gestalteten Legende Gregorius und ihrer modernen Wiedergabe.
- Der Fragment gebliebene Roman Bekenntnisse des Hochstaplers Felix Krull ist eine Art Schelmenroman und nimmt eine Ausnahmerolle im Opus des Dichters ein.

Unter der großen Zahl von Novellen sind besonders hervorzuheben: Tristan, Tonio Kröger, Tod in Venedig und Mario und der Zauberer.
Die Werke Thomas Manns (abgesehen von den Betrachtungen eines Unpolitischen, die während des Ersten Weltkrieges entstanden und nach Ansicht des Verfassers ohnehin als „Verirrung“ anzusehen sind) haben folgende Gemeinsamkeiten:
- Den schon erwähnten für Mann charakteristischen, bei den Lesern sehr populären „gravitätisch-verschmitzten“ Stil mit vordergründiger Feierlichkeit und einem hintergründigen ironischen Humor, meist wohlwollend, nie drastisch oder bitter und nur selten ins Makabre ausartend. Diese Ironie ist in den Buddenbrooks durch niederdeutsche Einschübe ins Familiäre abgemildert. Im Doktor Faustus schlägt Thomas Mann angesichts des Kriegsgrauens vorwiegend ernste Töne an, obwohl auch dort die kritische Ironie nicht ganz zurücktritt.
- Heimatverbundenheit: Lübeck (Buddenbrooks, Tonio Kröger) und München (Gladius Dei, Beim Propheten, Unordnung und frühes Leid) stehen im Vordergrund wichtiger Werke.
- Die Musik spielt schon in den Buddenbrooks und im Tristan eine zentrale Rolle, und im Doktor Faustus die Hauptrolle.
- Zentral ist für Thomas Mann das wechselseitige Verhältnis von Kunst und Leben: Zweideutigkeit als System – Thomas Manns Forderung an die Kunst.
- Gewissenhaftigkeit: Seine Werke verfasste Thomas Mann stets erst nach langer und gründlicher Recherche des Sachverhalts.
- Politisches Engagement: Dieses – meist indirekte – Engagement zieht sich durch viele seiner Werke, von den Buddenbrooks (die die revolutionären und gegenrevolutionären Umschwünge des gesamten 19. Jahrhunderts abdecken) über Mario und der Zauberer (wo die Atmosphäre des italienischen Faschismus geschildert wird) bis hin zu Doktor Faustus (der den Aufstieg, Triumph und Absturz der Nazis symbolisch verarbeitet). Im Gegensatz zu seinem Bruder Heinrich und seinen Kindern Erika und Klaus stand dabei Thomas Mann zunächst auf der Seite der Konservativen und später im Lager der Fortschrittlich-Liberalen, während diese Angehörigen von Anfang an eher „links“ eingestellt waren.
- Homoerotische Aspekte kennzeichnen vor allem die Erzählung Tod in Venedig, doch durchziehen sie in weniger offensichtlicher Weise weite Teile des Werks. Tonio Kröger schwärmt einen Klassenkameraden an, für den es ein historisches Vorbild in Lübeck gab,[59] ebenso wie Thomas Mann als Schüler in einen Klassenkameraden verliebt gewesen war, von dessen ausgeliehenem Bleistift er sich einige Schnitzel als „Reliquie“ aufbewahrt hatte, was im Zauberberg der verliebte Hans Castorp mit dem Stift der Clawdia Chauchat wiederholt.[60] Die Figuren des Hanno Buddenbrook sowie des Felix Krull entsprechen ebenfalls der Typologie. Die Erzählung Beim Propheten (1904) verspottet den George-Kreis mit seinem „Maximin-Cultus“, die Novelle Mario und der Zauberer (1930) endet mit einem Mord aufgrund eines mann-männlichen Kusses. Zugleich spielen die Themen „Keuschheit“ und „Entsagung“ eine häufige Rolle, in den Josephs-Romanen[61] ebenso wie im Doktor Faustus. In seinem Essay über Kleist's Amphitryon (1927) schildert Mann den Gott Jupiter als „einsamen Künstlergeist“, der um das Leben wirbt, zurückgewiesen wird und als „triumphierend Verzichtender“ lernt, sich mit seiner Göttlichkeit zu begnügen. Gewidmet war dieser Aufsatz dem 17-jährigen Klaus Heuser, den Mann im Sommerurlaub 1927 in Kampen (Sylt) kennengelernt hatte und in dessen Gegenwart er das Stück in München öffentlich las. Er korrespondierte noch länger mit Heuser, traf ihn 1935 und 1954 wieder[62] und beschreibt in seinen Tagebüchern wiederholt „das Glück, wie es im Buche des Menschen, wenn auch nicht der Gewöhnlichkeit, steht“, und resümierte: „Die frühen Erlebnisse… treten weit dagegen ins Kindliche zurück, und das mit K. H. war ein spätes Glück mit dem Charakter lebensgültiger Erfüllung, aber doch schon ohne die jugendliche Intensität des Gefühls, das Himmelhochjauchzende und tief Erschütterte jener zentralen Herzenserfahrung meiner 25 Jahre. So ist es wohl menschlich regelrecht, und kraft dieser Normalität kann ich mein Leben stärker ins Kanonische eingeordnet empfinden, als durch Ehe und Kinder.“[63] Die „zentrale Herzenserfahrung“ des 25-Jährigen bezieht sich auf den Maler Paul Ehrenberg.[64] Der Roman Königliche Hoheit aus dem Jahr 1909 beschreibt einen jungen, weltfremden und verträumten Prinzen, der sich zu einer Vernunftehe zwingt, die schließlich glücklich wird – inspiriert von Manns eigener Romanze und Heirat mit Katia Mann im Februar 1905. Zahlreiche weitere Essays behandeln direkt oder indirekt das Thema, so Friedrich und die große Koalition (1915), Die Ehe im Übergang (1920)[65] und Michelangelo in seinen Dichtungen (1950).[66] Der letztere Essay war inspiriert durch Manns Verliebtheit in einen 19-jährigen Münchner Kellner im Jahr 1950,[67] ebenso die Erzählung Die Betrogene (1953).[68]

## Selbstbespiegelung und Rezeption

### Tagebücher
Thomas Mann hat sein Leben lang Tagebuch geschrieben. Nach seiner überstürzten Emigration in die Schweiz blieben die Tagebücher 1933 in München zurück, und Thomas Mann fürchtete, dass sie den Nationalsozialisten in die Hände fallen würden. Die Tagebücher wurden in einer abenteuerlichen Aktion von seinem Sohn Golo in die Schweiz gerettet. Alle Tagebücher aus der Zeit vor März 1933 hat Thomas Mann im Mai 1945 im Garten seines Wohnhauses in Pacific Palisades verbrannt. Allein die Hefte aus der Zeit September 1918 bis Dezember 1921 blieben erhalten, da der Autor sie für die Arbeit am Doktor Faustus benötigte. Die weiteren noch vorhandenen und heute veröffentlichten Tagebücher umfassen den Zeitraum von März 1933 bis Juli 1955. Thomas Mann verfügte testamentarisch, dass seine Tagebücher erst 20 Jahre nach seinem Tod erscheinen sollten.
Die sukzessive Veröffentlichung begann im Jahr 1975, in dem sich der Geburtstag des Autors zum hundertsten Mal jährte. Dementsprechend groß waren die Erwartungen des Publikums. Da der Text der Tagebücher sich als „unliterarisch“ erwies und vom sprachlichen Niveau der Werke weit entfernt war, wurde auf die Veröffentlichung vielfach enttäuscht reagiert. Überraschend war das im Grunde nicht, hatte Thomas Mann doch selbst im kalifornischen Exil den Hinweis Without literary value („ohne literarischen Wert“) auf seine Tagebuchsammlung geschrieben, bevor er sie der Nachwelt anvertraute. Erstaunlich war eher, dass Thomas Manns homoerotische Neigung sich hier sehr deutlich offenbarte; denn die zentrale Rolle für sein Leben, die der Autor, laut Tagebuch, seiner Liebe zu jungen Männern beimaß, war so bisher weder aus dem Werk noch aus sonstigen bekannten Äußerungen abzulesen gewesen.
Die hauptsächliche Bedeutung der Tagebücher besteht allerdings nicht so sehr darin, ein privates Bild des Schriftstellers und Einsichten in seine Psyche, sondern vielmehr seinen geistesgeschichtlichen und naturwissenschaftlichen Hintergrund zu vermitteln, die Entstehungsgeschichte seines Werks zu dokumentieren und Hinweise auf beabsichtigte Wirkungen zu geben. Kritiker haben die Tagebücher sowohl als gefühl- und teilnahmslos wie auch als eitel und narzisstisch bezeichnet.
In einer Tagebuchnotiz vom 15. September 1950 spielt der Autor erneut mit dem Gedanken an die Verbrennung seiner Tagebücher. Die Reaktion der noch lebenden Familienmitglieder war insgesamt zurückhaltend. Der jüngste Sohn Michael Mann schien unter der in den Tagebüchern deutlich werdenden negativen Einstellung seines Vaters ihm gegenüber besonders gelitten zu haben. Ob sein Tod zum Jahreswechsel 1976/1977 mit seiner Arbeit an den Tagebüchern seines Vaters in Zusammenhang steht, ist umstritten.

### Wirkung
Manns Werke sind oft das Resultat jahrelanger, disziplinierter Kleinarbeit. Die Schilderungen in seinen Werken gehen oft auf reale Gegebenheiten zurück, nur selten sind sie frei erfunden. Deren innovative Integration, überraschende assoziative Verknüpfung sowie präzise sprachliche Ausführung bilden das Kernstück der Arbeit Thomas Manns und machen seine Werke zu dem, was (gelegentlich auch despektierlich) als „bildungsbürgerlich“ bezeichnet wird.
Seine literarischen Erfolge, der Konservatismus seiner frühen Jahre, sein großbürgerlicher Lebensstil und nicht zuletzt seine Fähigkeit zu prägnantem Polemisieren trugen zu Neid und Feindschaften bei. Dementsprechend gespannt war das Verhältnis zu manchen Schriftstellerkollegen. Robert Musil, von Mann durchaus hoch geschätzt, und Kurt Tucholsky bezeichneten ihn als „Großschriftsteller“, Bertolt Brecht nannte ihn einen „regierungstreuen Lohnschreiber der Bourgeoisie“, Alfred Döblin bezeichnete ihn als den Herrn, „der die Bügelfalte zum Kunstprinzip“ erhebt. Auch die Tatsache, dass er die meisten seiner literarischen Gestalten nach realen Vorbildern modellierte, teils aus dem familiären Umkreis, teils aus seinem prominenten Bekanntenkreis, sogar aus dem Umfeld seiner Konkurrenten, trug ihm nicht immer Freunde ein. Freundschaftliche Beziehungen unterhielt Mann dagegen beispielsweise zu Hermann Hesse, Hermann Broch und Jakob Wassermann.
Thomas Manns Verhältnis zum Judentum war ambivalent. Er selbst bezeichnete sich indes als Philosemiten, befürwortete die Gleichstellung der Juden in den westeuropäischen Gesellschaften und nannte ihren Beitrag zum kulturellen Leben Europas, „und zumal in Deutschland“, als „unentbehrlich“. 1921 bezeichnete er die antisemitischen studentischen Proteste gegen jüdische Professoren an deutschen Universitäten als „entsetzliche Schande“, und stellte sich generell gegen die „kulturelle Reaktion, in der wir stehen, und von der der Hakenkreuz-Unfug ein plump populärer Ausdruck ist“.
Das Verhältnis der Nationalsozialisten zu Thomas Mann, der sich schon seit den frühen 1920er Jahren öffentlich gegen die rechtsextremen politischen Tendenzen in Deutschland gewendet hatte, war nach der Machtergreifung 1933 zunächst nicht völlig eindeutig. In München wurden zwar Haus und Vermögen beschlagnahmt und sogar ein (geheimer) „Schutzhaftbefehl“ erlassen. Doch noch im März 1934 durfte der Roman Der junge Joseph beim Berliner S. Fischer Verlag erscheinen, was darauf hindeutet, dass eine Rückkehr des international bekannten Nobelpreisträgers Thomas Mann ins Deutsche Reich zumindest einigen der Machthaber in Berlin ins Konzept gepasst hätte. Mann zögerte, auch mit Rücksicht auf die Interessen des Verlags, sehr lange, sich öffentlich klar gegen das Regime zu positionieren. Erst nachdem er im Februar 1936, nicht zuletzt auf starken Druck seiner Tochter Erika, mit einem offenen Brief an Eduard Korrodi in der Neuen Zürcher Zeitung den öffentlichen und eindeutigen Bruch mit den deutschen Machthabern herbeigeführt hatte, erfolgten Ausbürgerung und Versteigerung des zurückgebliebenen Münchener Hausrats.
Warum Mann keine bekennenden Schüler hat, wurde im Jahr seines 100. Geburtstags wissenschaftlich beleuchtet. Der Literaturwissenschaftler Peter Pütz vertritt die Ansicht: Manns Wirkung liege „nicht in der Nachfolge, sondern im Gegenentwurf“. Thomas Mann hat sich keiner literarischen Schule oder Strömung zugerechnet: „[Ich] habe nie einer Schule oder Koterie angehört, die gerade obenauf war, weder der naturalistischen, noch der neu-romantischen, neuklassischen, symbolistischen, expressionistischen, oder wie sie nun hießen. Ich bin darum auch nie von einer Schule getragen, von Literaten [Schriftstellerkollegen] selten gelobt worden.“
Marcel Reich-Ranicki resümiert: „Dutzende von Schriftstellern erklärten, niemand sei ihnen gleichgültiger als der Autor des Zauberberg. Aber sie beteuerten es mit vor Wut und wohl auch Neid bebender Stimme.“
Im 1965 von der Literaturzeitschrift Sinn und Form herausgegebenen Sonderheft zu Thomas Mann schreibt Stanislaw Lem: „Ein Kritiker von Thomas Mann hat eine nicht leichte Aufgabe, weil dieser große Schriftsteller ebenfalls ein großer, kritischer Kenner seines eigenen Werkes war. Seine Absichten hat er – besonders in den Jahren der schöpferischen Reife – so realisiert, daß sich nur derjenige, der mit ihren Grundsätzen nicht einverstanden ist, seinem Werk entgegenstellen kann.“
Walter Nigg schreibt über Thomas Manns Haltung gegenüber Nietzsche: „Allzu verwunderlich ist Thomas Manns widerspruchsvolle Haltung nicht, da der manierierte Schriftsteller wenig Substanz in sich hatte. Von den Buddenbrooks bis hin zu den Bekenntnissen des Hochstaplers Felix Krull ist er nie auch nur einen Schritt über die ironische Einstellung hinaus gelangt, eine Haltung, die gegenüber dem Phänomen Nietzsche versagen musste.“
Mehr Verständnis zeigte der ungarische Schriftsteller Sándor Márai, der sich mit Manns Spannungsverhältnis zu Deutschland beschäftigte: „Thomas Mann ist auf eine Weise Deutscher, als wäre er es in Afrika: trotzig und treu, gleichzeitig auch ein wenig einstudiert, demonstrativ, beleidigt und hochmütig deutsch. Er hat etwas von Mozart – seine Musik – und von Goethe – seine Rolle –, natürlich auch sehr viel von Thomas Mann, der in Lübeck als Patrizier geboren wurde und jetzt Thomas Mann in Küsnacht bei Zürich ist. Er ringt mit dem, was deutsch an ihm ist, auf Leben und Tod; will das Deutsche in sich zugleich ein wenig am Leben erhalten und ein wenig zu Tode verletzen. […] Möglich, dass er nicht ganz der ideale Deutsche ist, aber sicher der ehrlichste. […] Welch ein Konflikt! Ich verneige mich tief vor ihm, und manchmal tut er mir leid, der Arme.“

### Mediale Rezeption
Die mediale Rezeption des Werkes ist ein weites und heterogenes Feld, das die Forschung bislang nur ansatzweise bearbeitet hat.
Neben Theater und Oper, Hörbuch und Hörspiel, bildender Kunst, Illustration und selbst Comic-Adaptionen bilden die Verfilmungen den größten Teil dieser Umsetzung.
Thomas Mann selbst hatte dem neuen Medium gegenüber eine ambivalente Einstellung. Zunächst schien es ihm, als habe der Film mit Kunst nicht viel zu schaffen. Nach der ersten Verfilmung der Buddenbrooks von 1923, der drei weitere folgen sollten, erklärte er in dem kurzen Aufsatz Über den Film hingegen, sein Interesse sei gewachsen, er besuche häufig Vorführungen und werde des „musikalisch gewürzten Schauvergnügens“ nicht müde; allerdings habe er als Schriftsteller mit dem Kino bislang wenig Glück gehabt. Mit der filmischen Adaption der Buddenbrooks und von Königliche Hoheit entstanden zu seinen Lebzeiten zwei sein Werk betreffende Verfilmungen. Über den letzteren Versuch war er nicht sonderlich glücklich, bezeichnete ihn als „hübschen, oft etwas blödpeinlichen“ Film und sprach von „lose herumschwimmenden Motivbrocken“.
Der Film Buddenbrooks ging mit seiner Vorlage sehr frei um und verlagerte die Handlung ins Inflationsjahr 1923 der Weimarer Republik, so dass sich der Verfall nicht mehr auf die Familie und das Dekadenzphänomen des Fin de Siècle, sondern die Inflation selbst und den damit verbundenen Abstieg der Mittelschicht bezog. Diese Aktualisierungen wurden bereits im Vorspann selbstbewusst verdeutlicht: „Nach Motiven des gleichnamigen Romans von Thomas Mann“ und „für den Film ins Moderne übertragen.“ Während Thomas Mann mit der vom Verleih verlangten modernen Fassung einverstanden war, hatten sich Lamprecht und die Drehbuchautorin Luise Heilborn-Körbitz „insgeheim erhofft“, dass er „Änderungswünsche geltend“ machen würde.
Essays, Briefe und Tagebuchaufzeichnungen belegen, dass Thomas Mann das Medium mit seinen eigenen Möglichkeiten und Grenzen faszinierte. Er selbst beteiligte sich an drei Projekten mit den Arbeitstiteln Tristan und Isolde, Heimkehr des Odysseus und Die Frau mit den hundert Gesichtern, die letztlich nicht umgesetzt werden konnten oder über einen Entwurf nicht hinauskamen.
Als 1934 erwogen wurde, seine berühmte Novelle Der Tod in Venedig zu verfilmen, unterstützte er die Idee, ohne anzugeben, wie er sich die Umsetzung vorstellte. Viscontis Morte a Venezia bildet den zweiten Teil der Deutschen Trilogie, gilt als produktive Transformation und Wendepunkt in der Geschichte der Literaturverfilmungen und prägte weitere Adaptionen. Visconti bezog die Musik Mahlers ein, verknüpfte die Novelle mit dem Spätwerk Doktor Faustus und warf musikästhetische Fragen auf.
1955 sprach Thomas Mann von eigenen Gesetzen des Films als Form der „geschaute(n) Erzählung“ und Mittel der Massenunterhaltung. Der Film zeige in steigendem Maße künstlerischen Ehrgeiz, dem er in nicht wenigen besonderen Fällen zu genügen gewusst habe. Es gebe manche Filme von höherem künstlerischen Wert als ein „mittelmäßiger Roman“ ihn besitze, und die allgemeine Frage der Rangordnung könne nur nach dem einzelnen Wert der jeweiligen Objekte beantwortet werden. So wünsche er sich lebhaft, dass seine Werke auf die Leinwand übertragen würden. Ein guter Roman müsse durch die Verfilmung nicht verdorben werden, da das Wesen des Films demjenigen der Erzählung zu verwandt sei und dieser näher als dem Drama stehe.
Nach seinem Tod begann eine intensivere filmische Adaption seines Œuvres, die sich bis in die Gegenwart fortsetzt. So sind seit der Gerhard Lamprechts mindestens 23 Verfilmungen der Buddenbrooks zu verzeichnen.
In einem Vortrag von 1968 umkreiste der Essayist Jean Améry die unterschiedlichen Stellungnahmen Thomas Manns zum Film und bezeichnete das Thema als unergiebig. Der Schriftsteller habe sich zwar gelegentlich mit der Kunstform befasst und Stellung bezogen, dies aber stets mit „intellektuell belastetem Gewissen“, sei der Film für ihn doch nichts anderes, „als was er ihn parodistisch im Zauberberg“ dargestellt habe – „ein etwas ordinäres Mittel zur Massenunterhaltung.“ Da die plastisch geschilderten Figuren seines Werkes allerdings „geradezu auf Verfilmung hin konzipiert“ seien, habe er, ohne es zu ahnen, für den Film geschrieben. Bernhard J. Dotzler schloss sich dieser Auffassung später an, indem er auf die spiritistische Sitzung aus dem Zauberberg verwies, mit der Thomas Mann den Lesern das Kino gezeigt habe. Die Szene warte nicht bloß darauf, verfilmt zu werden, sie mache selbst bereits „die Technik des Films zu ihrer Sache“ und nehme eine Verfilmung in Eigenregie vorweg.

### Ehrungen
- 1919: Ehrendoktor der Universität Bonn (1936 aberkannt, 1946 erneuert)
- 1926: Verleihung des Professoren-Titels durch den Lübecker Senat
- 1926: Mitglied der Preußischen Akademie der Künste
- 1929: Nobelpreis für Literatur
- 1932: Goethe-Medaille für Kunst und Wissenschaft
- 1932: Goethe-Plakette der Stadt Frankfurt am Main
- 1935: Ehrendoktor der Harvard University
- 1938: Ehrendoktor der Columbia University
- 1938: Ehrendoktor der Yale University
- 1939: Ehrendoktor der Princeton University
- 1939: Ehrendoktor der Rutgers University
- 1939: Ehrendoktor des Hobart College
- 1941: Ehrendoktor der University of California, Berkeley
- 1941: Ehrenmitglied von Phi Beta Kappa[94]
- 1945: Ehrendoktor des Hebrew Union College
- 1947: Mitglied der Accademia Nazionale dei Lincei
- 1949: Mitglied der American Academy of Arts and Sciences
- 1949: Ehrendoktor der University of Oxford
- 1949: Ehrendoktor der Universität Lund
- 1949: Goethepreis der Stadt Frankfurt am Main
- 1949: Ehrenvorsitzender der Bayerischen Akademie der Schönen Künste
- 1949: Ehrenbürger der Stadt Weimar
- 1949: Goethe-Nationalpreis
- 1950: Mitglied der American Academy of Arts and Letters[95]
- 1952: Premio Feltrinelli
- 1952: Offizier der Ehrenlegion
- 1953: Ehrendoktor der University of Cambridge
- 1955: Ehrendoktor der Universität Jena
- 1955: Ehrenmitglied der Deutschen Akademie der Künste
- 1955: Ehrenbürger der Stadt Lübeck
- 1955: Ehrenmitglied der Deutschen Akademie für Sprache und Dichtung
- 1955: Orden Pour le Mérite, Friedensklasse
- 1955: Ehrendoktor der ETH Zürich
- 1955: Kommandeur des Ordens von Oranien-Nassau

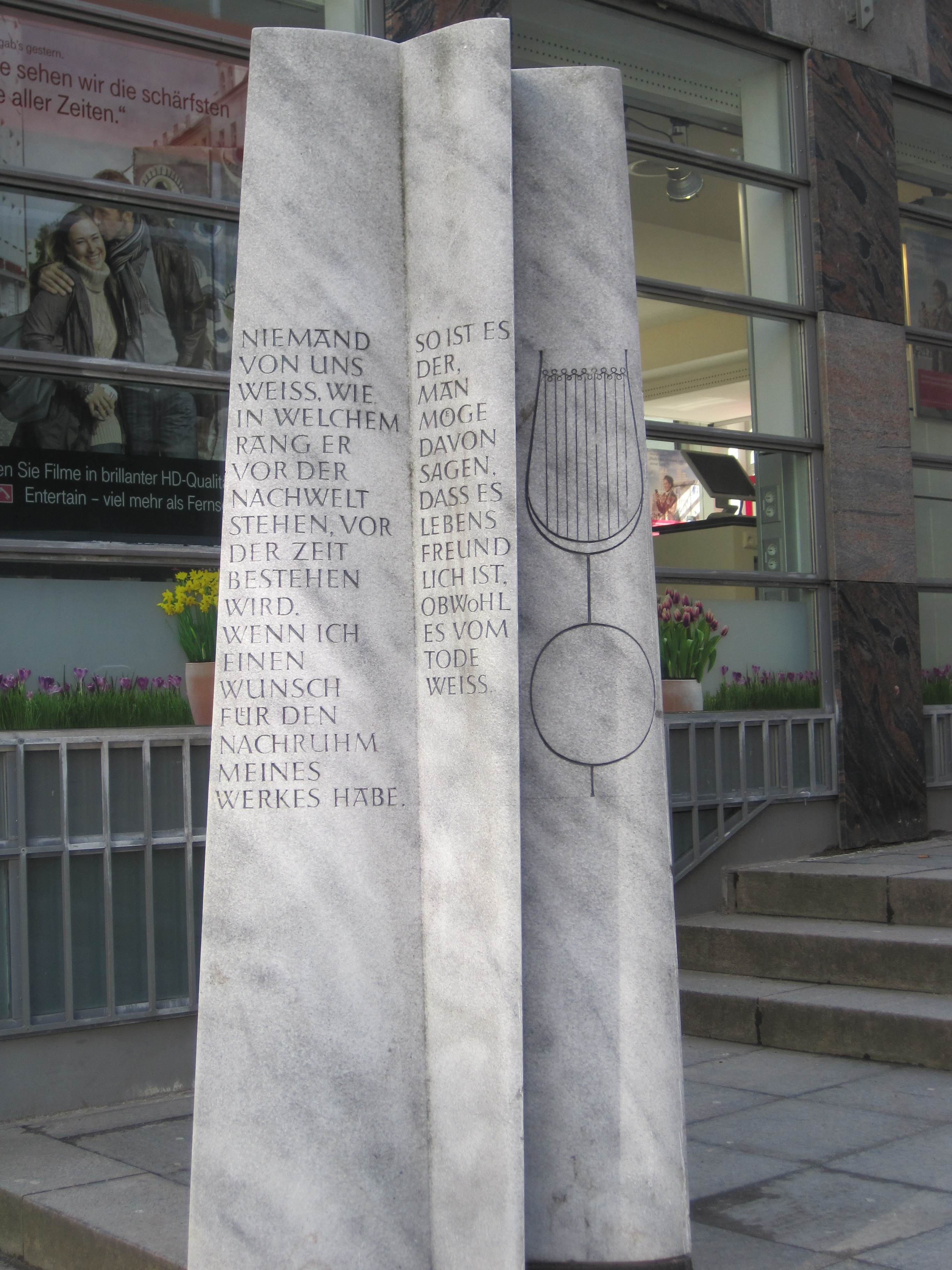
Thomas-Mann-Stein in Lübeck von Ulrich Beier (entstanden 1975)
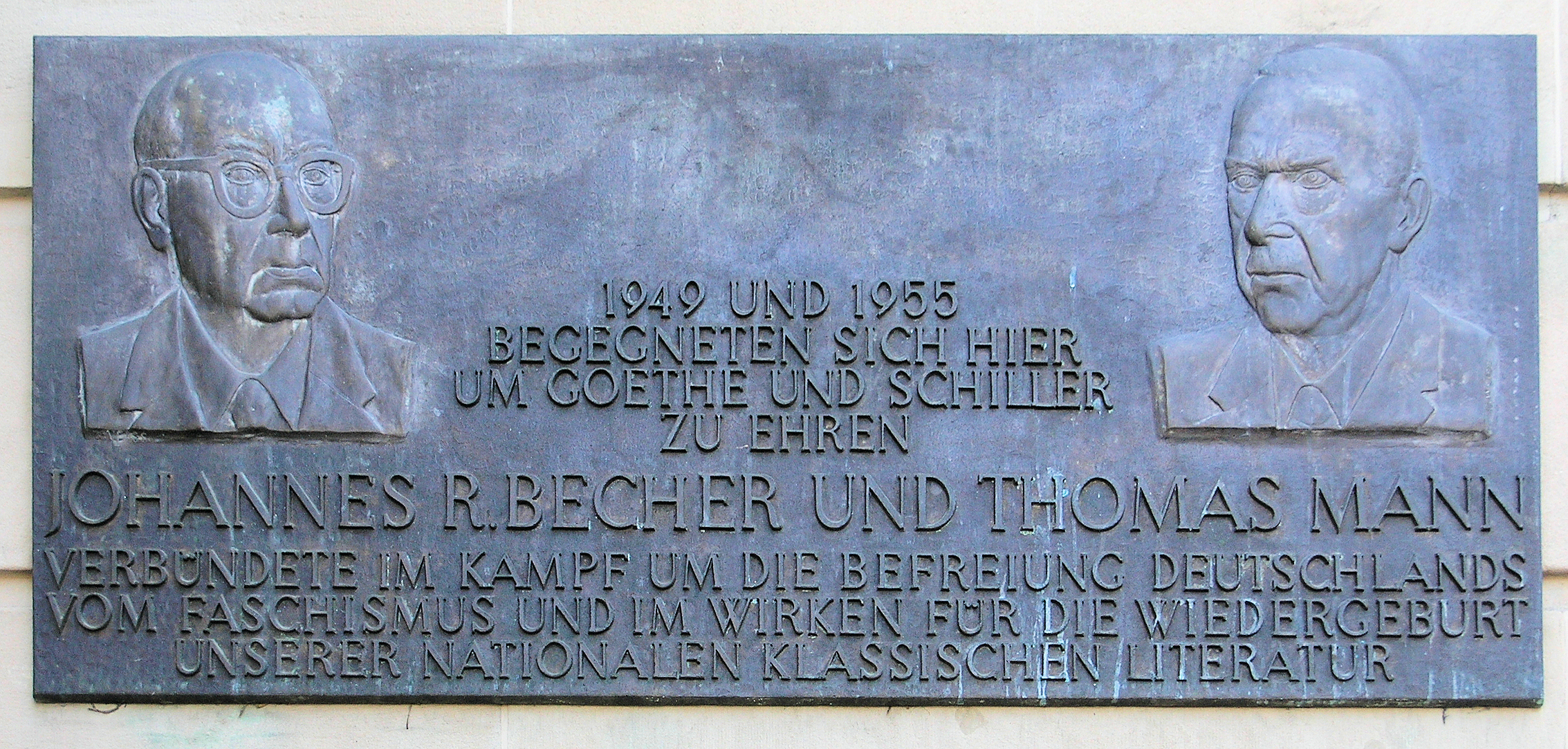
Gedenktafel, Johannes R. Becher und Thomas Mann, auf dem Theaterplatz in Weimar
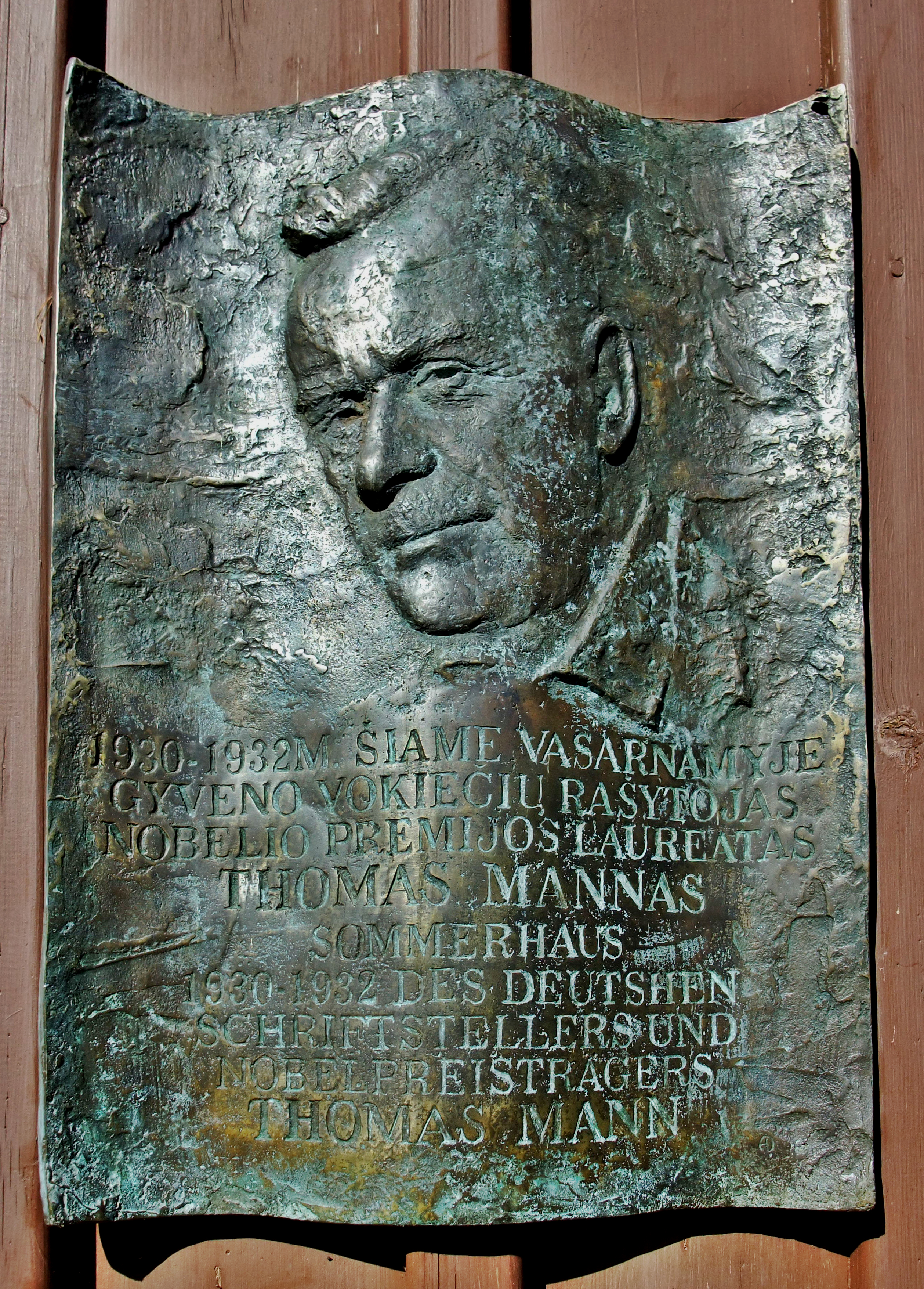
Gedenktafel am Sommerhaus von Thomas Mann in Nida (dt. Nidden), Litauen.
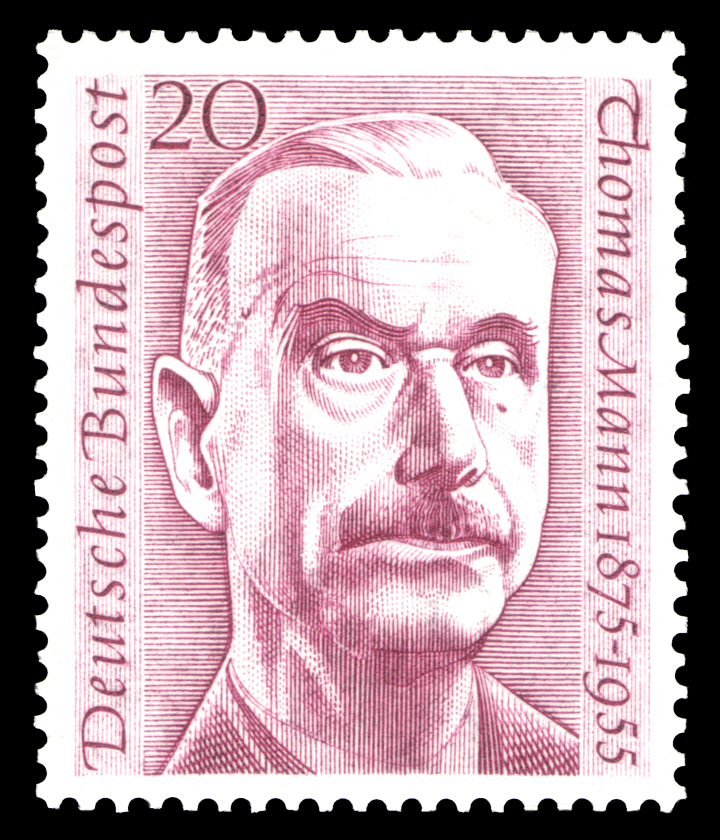
20-Pf-Sondermarke der Deutschen Bundespost (1956) zum ersten Todestag

## Gedenken

### Gedenkstein
Der 1975 vor dem Grundstück des früheren Geburtshauses in der Lübecker Breiten Straße in Buchform errichtete Thomas-Mann-Stein des Bildhauers Ulrich Beier zitiert ihn selbst mit seiner Rede zur Feier des 50. Geburtstages:

„Niemand von uns weiß, wie, in welchem Rang er vor der Nachwelt stehen, vor der Zeit bestehen wird. Wenn ich einen Wunsch für den Nachruhm meines Werkes habe, so ist es der, man möge davon sagen, daß es lebensfreundlich ist, obwohl es vom Tode weiß.“

### Museum
Seit 2023 besteht in Zürich die Ausstellung: Im Schreiben eingerichtet. Thomas Mann und sein Arbeitszimmer.

### Weitere Darstellungen Manns in der bildenden Kunst (unvollständig)
- Franz Beyer: Thomas Mann (um 1958, Plakette)
- Wieland Förster: Thomas Mann (um 1962, Sitzfigur, Bronze, Höhe: 32 cm)
- Horst Janssen: Thomas Mann (Siebdruck?, 29,3 × 52 cm)
- Gerhard Richter (1972/1972, Öl, 70 × 55 cm; Museum Ludwig, Köln)
- Hanfried Schulz: Thomas Mann (um 1958, Holzschnitt)[97]
- Hans Schwegerle: Thomas Mann (1919, Porträtplastik, Bronze)
- Gustav Seitz: Thomas Mann (vor 1956, Porträtbüste, Bronze)

## Werke

### Werkausgaben
- Gesammelte Werke in zwölf Bänden. Hrsg. von der Akademie der Künste der DDR (in Zusammenarbeit mit Thomas Mann, hrsg. von Hans Mayer und Erich Neumann für die Textrevision). Aufbau-Verlag, Berlin 1955. Neuausgabe Frankfurt am Main 1960.
- Gesammelte Werke in dreizehn Bänden. Hrsg. von Hans Bürgin und Peter de Mendelssohn. Fischer, Frankfurt am Main 1974.
- Große kommentierte Frankfurter Ausgabe. Werke – Briefe – Tagebücher. Herausgegeben von Heinrich Detering, Eckhard Heftrich, Hermann Kurzke, Terence James Reed, Thomas Sprecher, Hans Rudolf Vaget und Ruprecht Wimmer. In Zusammenarbeit mit dem Thomas-Mann-Archiv der ETH Zürich, 36 Bände. Frankfurt am Main 2001 ff., (bislang 17 Bände erschienen).

### Romane

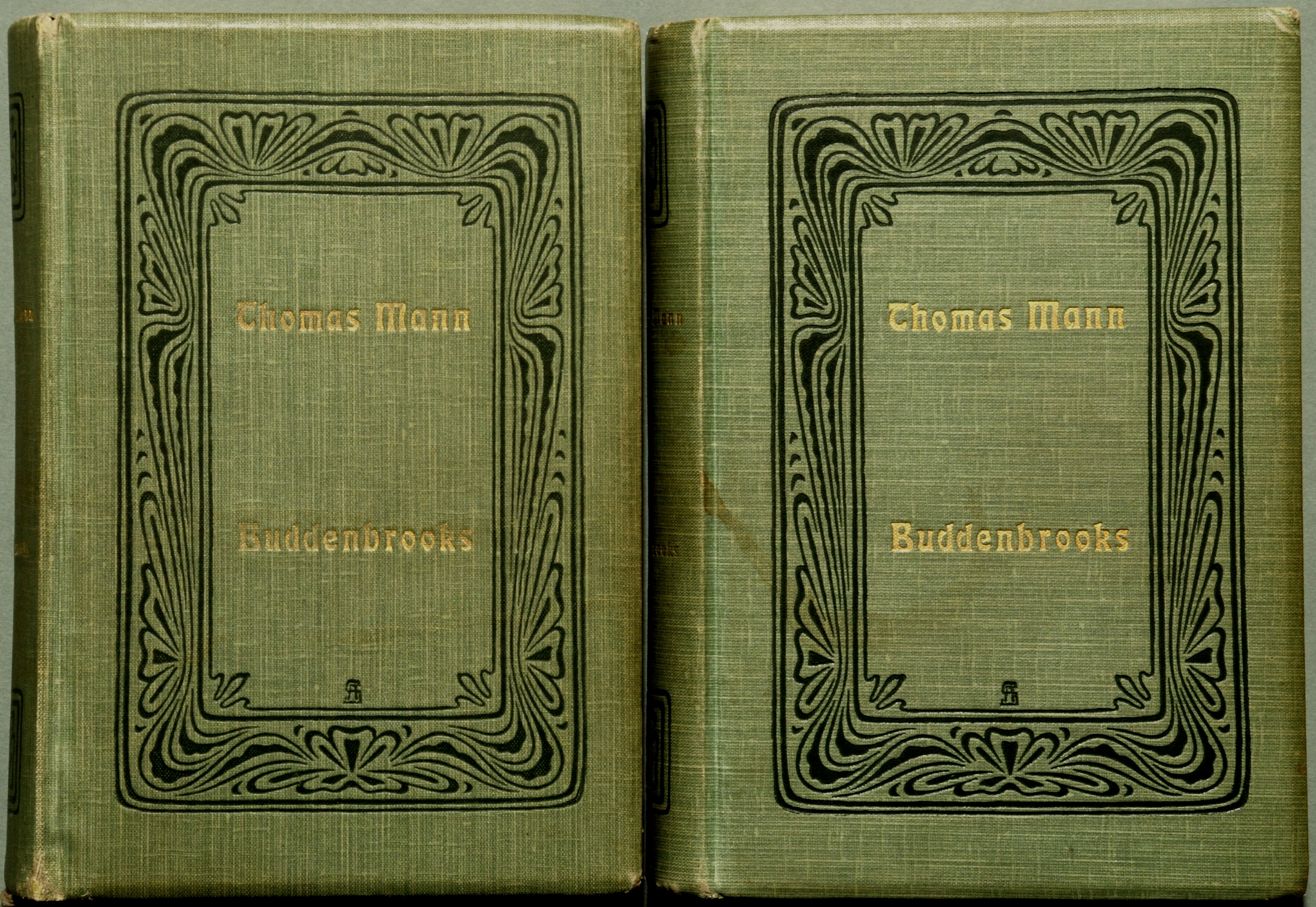
Buddenbrooks-Erstdruck von 1901

- Buddenbrooks – Verfall einer Familie. 1901.
- Königliche Hoheit. 1909.
- Der Zauberberg. 1924.
- Joseph und seine Brüder. – Tetralogie 1933–1943.
  - Die Geschichten Jaakobs. 1933.
  - Der junge Joseph. 1934.
  - Joseph in Ägypten. 1936.
  - Joseph der Ernährer. 1943.
- Lotte in Weimar. 1939.
- Doktor Faustus. 1947.
- Der Erwählte. 1951.
- Bekenntnisse des Hochstaplers Felix Krull. 1954.

### Erzählungen und Novellen
- Vision. Prosa-Skizze. 1893.
- Gefallen. 1894.
- Der Wille zum Glück. 1896.
- Enttäuschung. 1896.
- Der Tod. 1897.
- Der kleine Herr Friedemann. 1897.
- Der Bajazzo. 1897.
- Tobias Mindernickel. 1898.
- Der Kleiderschrank. 1899.
- Gerächt. Novellistische Studie. 1899.
- Luischen. 1900.
- Der Weg zum Friedhof. 1900.
- Gladius Dei. Novelle 1902.
- Tonio Kröger. Novelle 1903.
- Tristan. Novelle 1903.
- Die Hungernden. 1903.
- Das Wunderkind. 1903.
- Ein Glück. 1904.
- Beim Propheten. 1904.
- Schwere Stunde. 1905.
- Anekdote. 1908.
- Das Eisenbahnunglück. 1909.
- Wie Jappe und Do Escobar sich prügelten. 1911.
- Der Tod in Venedig. 1911.
- Herr und Hund. Ein Idyll. 1918.
- Gesang vom Kindchen. Ein Idyll. 1919.
- Wälsungenblut. 1921 (zurückgezogene Erstauflage 1906).
- Tristan und Isolde. 1923.
- Unordnung und frühes Leid. 1926.
- Mario und der Zauberer. 1930.
- Die vertauschten Köpfe. Eine indische Legende. 1940.
- Das Gesetz. 1944.
- Die Betrogene. 1953.

### Theaterstücke
- Fiorenza. 1906.
- Luthers Hochzeit. 1954 (Fragment).

### Essays (Auswahl)
- Versuch über das Theater. 1907.
- Die Lösung der Judenfrage. 1907.
- Gedanken im Kriege. 1914.
- Friedrich und die große Koalition. 1915. Titelblatt
- Betrachtungen eines Unpolitischen. 1918.
- Zur jüdischen Frage. 1921.
- Goethe und Tolstoi. 1923. Titelblatt
- Von deutscher Republik. 1923. Titelblatt
- Über die Lehre Spenglers. 1924.
- Theodor Fontane. 1928. Titelblatt
- Die Stellung Freuds in der modernen Geistesgeschichte. 1929. Titelblatt, etwa in: Thomas Mann, Gesammelte Werke in zwölf Bänden. Band 10: Reden und Aufsätze II. Frankfurt am Main 1960, S. 256–280.
- Deutsche Ansprache. Ein Appell an die Vernunft. 1930. Titelblatt
- Goethe als Repräsentant des bürgerlichen Zeitalters. 1932. Titelblatt
- Goethe und Tolstoi. Zum Problem der Humanität. 1932. Titelblatt
- Goethes Laufbahn als Schriftsteller. 1933. Titelblatt
- Leiden und Größe Richard Wagners. 1933.
- Freud und die Zukunft. 1936. Titelblatt. Etwa in Hermann Kurzke (Hrsg.): Thomas Mann, Essays. Band 3: Musik und Philosophie. S. 173–192.
- Bruder Hitler. 1938.
- Ein Briefwechsel. 1937. Titelblatt
- Vom zukünftigen Sieg der Demokratie. 1938. Titelblatt
- Schopenhauer. 1938. Titelblatt
- Dieser Friede. 1938. Titelblatt
- Achtung, Europa! 1938. Titelblatt
- Das Problem der Freiheit. 1939.
- Deutsche Hörer!. 1942.
- Deutschland und die Deutschen. 1947. Titelblatt
- Nietzsches Philosophie im Lichte unserer Erfahrung. 1947.
- Goethe und die Demokratie. 1949. Titelblatt
- Ansprache im Goethejahr 1949 Titelblatt
- Michelangelo in seinen Dichtungen. 1950. Titelblatt
- Der Künstler und die Gesellschaft. 1953.
- Gerhart Hauptmann. 1952. Titelblatt
- Versuch über Tschechow. 1954.
- Versuch über Schiller. 1955.

### Autobiographisches (Auswahl)
- Im Spiegel. 1907.
- Okkulte Erlebnisse. 1924. Titelblatt
- Meine Arbeitsweise. 1925.
- Pariser Rechenschaft. 1926. Titelblatt
- Lübeck als geistige Lebensform. 1926. Titelblatt
- Lebensabriß. 1930. Titelblatt
- Ein Briefwechsel. 1937. Titelblatt
- On Myself. 1940.
- Die Entstehung des Doktor Faustus. Roman eines Romans. 1949.
- Meine Zeit. 1950. Titelblatt
- Lob der Vergänglichkeit. 1952. Titelblatt

### Aufnahmen
Von folgenden Werken existieren original Tonbandaufnahmen von Thomas Mann:
- Bekenntnisse des Hochstaplers Felix Krull. ISBN 3-89940-263-4.
- Tonio Kröger
- Das Eisenbahnunglück
- Das Wunderkind
- Deutsche Hörer! DHV Hörverlag, ISBN 3-89940-398-3.
- Versuch über Schiller
- Schwere Stunde
- Der Erwählte
- Über die Entstehung der Buddenbrooks

### Briefwechsel
- Theodor W. Adorno, Thomas Mann: Briefwechsel. 1943-1955. Hrsg. von Christoph Gödde und Thomas Sprecher, Fischer-Taschenbuch-Verlag, Frankfurt am Main 2003, ISBN 978-3-596-15839-3.
- Hermann Hesse, Thomas Mann: Briefwechsel. Hrsg. von Anni Carlsson und Volker Michels, Fischer-Taschenbuch-Verlag, Frankfurt/Main 2003, ISBN 978-3-596-15672-6.
- Thomas Mann - Stefan Zweig. Briefwechsel, Dokumente und Schnittpunkte, herausgegeben von Katrin Bedenig und Frank Zeder, Vittorio Klostermann, Frankfurt am Main 2018, ISBN 978-3-465-04373-7.
- Heinrich Mann, Thomas Mann: Briefwechsel; herausgegeben von Katrin Bedenig und Hans Wißkirchen in Erweiterung der Edition von Hans Wysling, S. Fischer, Frankfurt am Main 2021, ISBN 978-3-10-002262-2.
- Thomas Mann, Katia Mann: »Liebes Fräulein Herz«. Briefwechsel mit Ida Herz 1924–1955, hrsg. von. Holger Pils,  S. Fischer, Frankfurt am Main 2025, ISBN 978-3-10-397671-7.

## Adaptionen

### Verfilmungen (Auswahl)
- 1923: Buddenbrooks – Regie: Gerhard Lamprecht
- 1953: Königliche Hoheit – mit Ruth Leuwerik und Dieter Borsche
- 1957: Bekenntnisse des Hochstaplers Felix Krull – Regie: Kurt Hoffmann (mit Horst Buchholz als Felix Krull, Liselotte Pulver als Zaza und Ingrid Andree als Zouzou)
- 1959: Buddenbrooks, Regie: Alfred Weidenmann (mit Hansjörg Felmy als Thomas Buddenbrook, Hanns Lothar als Christian Buddenbrook und Liselotte Pulver als Tony Buddenbrook, Nadja Tiller, Robert Graf, Rudolf Platte, Lil Dagover, Günther Lüders, Gustav Knuth, Helga Feddersen und Werner Hinz)
- 1964: Tonio Kröger – Regie: Rolf Thiele (mit Jean-Claude Brialy als Tonio Kröger)
- 1965: Wälsungenblut – Regie: Rolf Thiele (mit Gerd Baltus und Rudolf Forster)
- 1971: Tod in Venedig – Regie: Luchino Visconti (mit Dirk Bogarde als von Aschenbach)
- 1975: Lotte in Weimar – Regie: Egon Günther (mit Lilli Palmer als Lotte)
- 1977: Unordnung und frühes Leid – Regie: Franz Seitz (mit Martin Held und Ruth Leuwerik)
- 1979: Buddenbrooks – Regie: Franz Peter Wirth (TV-Mehrteiler mit Carl Raddatz, Martin Benrath und Ruth Leuwerik)
- 1982: Bekenntnisse des Hochstaplers Felix Krull – TV-Mehrteiler mit John Moulder-Brown als Felix Krull
- 1982: Der Zauberberg – Regie: Hans W. Geißendörfer (mit Christoph Eichhorn als Hans Castorp, Rod Steiger als Mynheer Peperkorn und Charles Aznavour als Naphta)
- 1982: Doktor Faustus – Regie: Franz Seitz (mit Jon Finch)
- 1990: Der kleine Herr Friedeman – Regie: Peter Vogel (mit Ulrich Mühe, Inge Keller, Christine Schorn, Dieter Mann, Maria von Bismarck)
- 1994: Mario und der Zauberer – Regie: Klaus Maria Brandauer (mit Brandauer als Cipolla, Julian Sands und Rolf Hoppe)
- 2001: Die Manns – Ein Jahrhundertroman – Regie: Heinrich Breloer (mit Armin Mueller-Stahl als Thomas Mann und Monica Bleibtreu als Katia Mann)
- 2008: Buddenbrooks – Regie: Heinrich Breloer (mit Armin Mueller-Stahl als Konsul, Iris Berben als Konsulin, Jessica Schwarz als Tony, Mark Waschke als Thomas und August Diehl als Christian)
- 2009: Heiligendamm (nach Der Kleiderschrank) mit Hanna Schygulla – Regie: Michael Blume
- 2021: Bekenntnisse des Hochstaplers Felix Krull – Regie: Detlev Buck

### Vertonungen
- 1954: The Transposed Heads. Oper von Peggy Glanville-Hicks
- 1973: Death in Venice. Oper von Benjamin Britten
- 1986: The Transposed Heads. Theatermusik von Elliot Goldenthal
- 1996: Violinkonzert Nr. 3. Drei Porträts aus Thomas Manns „Doktor Faustus“ von Hans Werner Henze
- 2019: Felix Krull. Oper von Marc L. Vogler[98]